# 兄弟スポーツ選手一覧
兄弟スポーツ選手一覧（きょうだいスポーツせんしゅいちらん）は、兄弟姉妹で活躍するスポーツ選手の一覧である。
以下の形式による。
1. 原則として出生順に表記する。
2. 女性は姓名の後に*を付加して表記する。
3. 作成する業績がある人物を表記することを基本とし、一つでも作成された記事があれば表記する。すべてのきょうだい選手が作成されていない場合は表記しない。
4. 架空の人物は記載しない。

## アーチェリー
- 早川浪*、早川漣*

## アイスホッケー
- カート・ベネット、ジョン・ベネット、ハーベイ・ベネット・ジュニア、ビル・ベネット
- パベル・ブレ、ワレリー・ブレ
- ロジャー・クリスチャン、ビル・クリスチャン
- デイブ・ドライデン、ケン・ドライデン
- フィル・エスポジト、トニー・エスポジト
- デリアン・ハッチャー、ケビン・ハッチャー
- ウェイン・グレツキー、キース・グレツキー、ブレント・グレツキー
- 人里亜矢可*、床秦留可*、床勇大可（父親は床泰則）
- クイン・ヒューズ（英語版）、ジャック・ヒューズ、ルーク・ヒューズ（英語版）
- 伊藤崇之、伊藤俊之
- ポール・カリヤ、スティーヴ・カリヤ、ノリコ・カリヤ*、マーティン・カリヤ…ポール、スティーヴ、マーティンはアイスホッケー選手、ノリコはプロボクサー。
- 河合龍一、河合卓真
- 菊池秀治、菊池沙都*
- ライアン・ミラー、ドリュー・ミラー
- スコット・ニーダーマイヤー、ロブ・ニーダーマイヤー
- 二瓶太郎、二瓶次郎（双子）
- 大津晃介、大津夕聖
- モーリス・リシャール、アンリ・リシャール
- 齊藤毅（英語版）、齋藤哲也
- 佐藤正和、佐藤匡史
- 佐藤理絵（英語版）*、佐藤（大森）雅子（英語版）*
- ペテル・シュチャストニー、アントン・シュチャストニー、マリアン・シュチャストニー
- 杉沢義人、杉沢明人
- ヘンリック・セディン、ダニエル・セディン
- マシュー・カチャック、ブレイディ・カチャック（英語版）
- 高木邦夫、高木英克
- 平野利明、平野克典
- 城野正樹、城野淳也
- 甲斐淳一、甲斐勉
- 田中誠二郎、田中健二
- 岩本和也、岩本裕司
- 上野孝幸、上野秀幸
- 小堀朋久、小堀恭之
- 中山信雄、中山武司
- 寺尾裕道、寺尾勇利（ドイツ語版）
- 中島谷友一朗、中島谷友二朗
- 角橋範昭、角橋範若、角橋徹信
- 若林仁、若林修
- 矢野倫太朗、矢野竜一朗

## アメリカンフットボール
- サム・アチョ（英語版）、エマニュエル・アチョ
- ラヒム・アレム、チャド・ジョーンズ（ジョーンズは野球選手に転向）
- マーカス・アレン、デイモン・アレン（英語版）
- チャンプ・ベイリー、ボス・ベイリー
- クリス・バー（英語版）、マット・バー（父親はサッカー選手のウォルター・バー（英語版））
- マリオン・バーバー（英語版）、ドミニク・バーバー（英語版）（父親はマリオン・バーバー・ジュニア）
- ロンデ・バーバー、ティキ・バーバー（英語版）（双子）
- マイケル・ベイツ、マリオ・ベイツ（英語版）
- エリック・バクティアリ（英語版）、デビッド・バクティアリ
- ジョーイ・ボーサ、ニック・ボーサ（父親はジョン・ボーサ（英語版））
- ジョー・ボスティック、ジェフ・ボスティック
- テリー・ブラッドショー、クレイグ・ブラッドショー（英語版）
- ジョン・ブロンソン（英語版）、デミトリアス・ブロンソン、ジョサイア・ブロンソン（英語版）（デミトリアスはプロレスラーに転向）
- ルーベン・ブラウン、コーネル・ブラウン（英語版）
- デビッド・カー、デレック・カー
- クレイグ・コルキット、ジミー・コルキット（英語版）
- ダスティン・コルキット（英語版）、ブリットン・コルキット（英語版）（父親はクレイグ・コルキット）
- ダルビン・クック、ジェームス・クック
- チャーリー・デービス（英語版）、レナード・デービス
- バーノン・デービス、ボンテ・デービス（英語版）
- タイ・デトマー（英語版）、コイ・デトマー
- ステフォン・ディグス、ダレズ・ディグス、トレイボン・ディグス
- トレイ・エドマンズ（英語版）、テレル・エドマンズ（英語版）、トレメイン・エドマンズ（父親はフェレル・エドマンズ（英語版））
- キース・ファーンホースト、ジム・ファーンホースト（英語版）
- ジョー・フラッコ、マイク・フラッコ、ジョン・フラッコ、トム・フラッコ（英語版）
- ダグ・フルーティ、ダレン・フルーティ（英語版）
- レッド・グレンジ、ガーランド・グレンジ（英語版）
- ダン・グロンコウスキー（英語版）、クリス・グロンコウスキー（英語版）、ロブ・グロンコウスキー、グレン・グロンコウスキー（英語版）（長男のゴーディーは野球選手）
- ロビー・ゴールド（英語版）、クリス・ゴールド
- ジョン・ハーボー、ジム・ハーボー（父親はジャック・ハーボー（英語版））
- ジョン・ハナ、チャーリー・ハナ（英語版）、デビッド・ハナ（父親はハーバート・ハナ）
- デリック・ハーモン（英語版）、ロニー・ハーモン、ケビン・ハーモン（英語版）
- マット・ハッセルベック、ティム・ハッセルベック（英語版）（父親はドン・ハッセルベック（英語版））
- キャメロン・ヘイワード、コナー・ヘイワード（英語版）（父親はクレイグ・ヘイワード（英語版））
- ジェイ・ヒルゲンバーグ（英語版）、ジョエル・ヒルゲンバーグ
- ジョー・ホーン・ジュニア（英語版）、ジェイシー・ホーン（父親はジョー・ホーン（英語版））
- ジョシュ・ジェイコブス、アイザイア・ジェイコブス
- バイロン・ジャクソン、デショーン・ジャクソン
- ドワイト・ジョンソン（英語版）、デリック・ジョンソン
- アルビン・ジョーンズ・ジュニア（英語版）、アーロン・ジョーンズ（双子）
- アーサー・ジョーンズ（英語版）、チャンドラー・ジョーンズ（次男のジョンは総合格闘家）
- ライアン・カリル（英語版）、マット・カリル（父親はフランク・カリル（英語版））
- ジョージ・カーラフティス、ヤニ・カーラフティス
- ジェイソン・ケルシー、トラビス・ケルシー
- ジェフ・ケンプ、ジミー・ケンプ（英語版）（父親はジャック・ケンプ）
- ドーソン・ノックス、ルーク・ノックス
- クーパー・カップ、ケトナー・カップ（父親はクレイグ・カップ（英語版））
- 木下善仁、木下典明
- トレイ・ランス、ブライス・ランス
- クリス・リンドストローム、アレク・リンドストローム（英語版）
- レイ・ルイス、キオン・ラティモア
- クーパー・マニング（英語版）、ペイトン・マニング、イーライ・マニング（父親はアーチー・マニング、クーパーの息子はアーチ・マニング）
- ザック・マーティン、ニック・マーティン（英語版）
- ランディ・マカウン（英語版）、ジョシュ・マカウン、ルーク・マカウン
- クレイ・マシューズ・ジュニア（英語版）、ブルース・マシューズ（父親はクレイ・マシューズ・シニア（英語版））
- ケビン・マシューズ（英語版）、ジェイク・マシューズ（英語版）、マイク・マシューズ（父親はブルース・マシューズ）
- T・J・マクドナルド（英語版）、テビン・マクドナルド（英語版）（父親はティム・マクドナルド）
- マックス・マカフリー（英語版）、クリスチャン・マカフリー、ルーク・マカフリー（英語版）（父親はエド・マカフリー（英語版））
- レジー・マッケンジー、ローリー・マッケンジー（英語版）（双子）
- スタンリー・マクローバー（英語版）、ブライアン・バーンズ
- ロン・モリス、バム・モリス（英語版）
- ジョニー・モートン、チャド・モートン（英語版）（ジョニーは総合格闘家に転向）
- C・J・モーズリー、ジェイミー・モーズリー（英語版）
- エリック・モス（英語版）、ランディ・モス
- カイ・ナクア（英語版）、プカ・ナクア
- セシル・ニュートン・ジュニア（英語版）、キャム・ニュートン、ケイリン・ニュートン（父親はセシル・ニュートン・シニア）
- ジョナサン・オグデン、マーキス・オグデン（英語版）
- マーリン・オルセン、フィル・オルセン（英語版）、オリン・オルセン（英語版）
- カーソン・パーマー、ジョーダン・パーマー（英語版）
- エディー・ペイトン（英語版）、ウォルター・ペイトン（ウォルターの息子はジャレット・ペイトン（英語版））
- ウィリアム・ペリー、マイケル・ディーン・ペリー（英語版）
- マイケル・ピットマン・ジュニア、マイカ・ピットマン（英語版）（父親はマイケル・ピットマン・シニア（英語版））
- ジョン・ペティボーン、リッチー・ペティボーン
- デビッド・リード、ジョーダン・リード（英語版）
- アーロン・ロジャース、ジョーダン・ロジャース（英語版）
- ドン・ロジャース、レジー・ロジャース（英語版）
- バーナード・スコット（英語版）、ダリル・リチャードソン
- アーロン・ショベル、マット・ショベル（英語版）
- デューイ・セルモン、ルシアス・セルモン（英語版）、リーロイ・セルモン
- スターリング・シャープ、シャノン・シャープ
- ジェイミー・シャーパー、ダレン・シャーパー（英語版）
- デイブ・シュラ、マイク・シュラ（英語版）（父親はドン・シュラ）
- クリス・シムズ、マット・シムズ（英語版）（父親はフィル・シムズ）
- ロッド・スマート（英語版）、クリス・レイニー
- ババ・スミス、トディ・スミス（英語版）
- スティーブ・スミス（英語版）、マルコム・スミス
- エクアニメオス・セントブラウン（英語版）、アモン＝ラ・セントブラウン、オシリス・セントブラウン（父親はボディビルダーのジョン・ブラウン（英語版））
- ネフィ・スウェル（英語版）、ペネイ・スウェル、ノア・スウェル（英語版）
- トゥア・タゴヴァイロア、タウリア・タゴヴァイロア（英語版）
- ジョン・テイラー、キース・テイラー（英語版）
- ジャスティン・タグル（英語版）、グレイディ・ジャレット（父親はジェシー・タグル（英語版））
- ブライアン・アーラッカー、ケイシー・アーラッカー（英語版）
- スティーブ・バンビューレン、エバート・バンビューレン（英語版）
- マイケル・ヴィック、マーカス・ヴィック（英語版）
- フレッド・ワーナー、トロイ・ワーナー
- T・J・ウォード、テロン・ウォード（英語版）
- J・J・ワット、デレック・ワット（英語版）、T・J・ワット
- クインシー・ウィリアムズ、クイネン・ウィリアムズ
- ディートリッチ・ワイズ・ジュニア、ダニエル・ワイズ（英語版）（父親はディートリッチ・ワイズ（英語版））
- スティーブ・ヤング、マイク・ヤング、トム・ヤング（父親はグリット・ヤング）

## インラインスケート
- 安床栄人（英語版）、安床武士（英語版）

## カーリング
- 清水徹郎、清水絵美*、清水芳郎
- 松村雄太、松村千秋*
- 両角友佑、両角公佑
- 吉田知那美*、吉田夕梨花*

## 格闘技

### 大相撲
- 朝紅龍琢馬、石崎涼馬
- 安壮富士清也、安美錦竜児
- 小城ノ花昭和、小城錦康年（父親は小城ノ花正昭）
- 鶴嶺山宝一、逆鉾昭廣、寺尾常史（父親は鶴ヶ嶺昭男）
- 北桜英敏、豊桜俊昭
- 北磻磨聖也、龍野湖哲也
- 琴勝峰吉成、琴栄峰央起
- 佐田の富士哲博、佐田の龍晃基
- 嶋の龍福龍、春ノ山竜尚
- 釋迦ヶ嶽雲右エ門、稲妻咲右エ門
- 貴月芳将匡、貴斗志将吏（双子）
- 立汐祐治郎、立汐唯五郎
- 玉ノ国光国、玉乃島新（父親は元プロボクサータートル岡部）
- 千代丸一樹、千代鳳祐樹
- 美ノ海義久、木崎海伸之助
- 常の山日出男、鷲羽山佳和
- 鶴ヶ嶺道芳、薩摩洋時久
- 納谷幸林、王鵬幸之介、夢道鵬幸成（長兄は納谷幸男、父親は貴闘力忠茂、母方の祖父は大鵬幸喜）
- 英乃海拓也、翔猿正也
- 藤ノ川成剛、碇潟忠剛（父親は大碇剛）
- 北天佑勝彦、富士昇光弘
- 前の山太郎、佐田岬和吉
- 水戸泉政人、梅の里昭二
- 雷光肇、北勝城勲
- 竜虎川上、竜翔裕康（母方の叔父は濱ノ嶋啓志）
- 露鵬幸生、白露山佑太
- 若隆元渡、若元春港、若隆景渥（父親は若信夫政志、母方の祖父は若葉山貞雄）
- 若乃花幹士、若緑陸奥之丞、貴ノ花利彰
- 若乃花勝、貴乃花光司（父親は貴ノ花利彰）
- 旭竜神孝、三池山孝紘[1]

### 空手道
- 荒賀知子*、荒賀龍太郎、荒賀慎太郎
- 大山茂、大山泰彦
- 島本一二三、島本雄二
- 中町美希レベッカ*、亜耶バネッサ*（双子）
- 藤井脩祐、藤井将貴

### 柔道
- 穴井隆将、穴井さやか*
- 阿部一二三、阿部詩*
- 阿武貴宏、阿武美和*、阿武教子*
- タニア・イシイ（ポーランド語版）*、バニア・イシイ*（父親はチアキ・イシイ）
- 井上智和、井上康生
- 上野雅恵*、上野順恵*、上野巴恵*
- 内村光暉、内村秀資
- 梅北亘、梅北眞衣*
- ミクローシュ・ウングバリ、アッティラ・ウングバリ
- 海老沼聖、海老沼匡
- 垣田恵利*、垣田恭兵
- ケンジ・ウエマツ、キヨシ・ウエマツ
- 衛藤裕美子*、衛藤由佳*
- ギヨーム・エレモント、デックス・エレモント
- 大石愛子*、大石公平、大石いづみ*
- 大島優磨、大島拓海
- 大森生純* 大森朱莉*
- 岡泉淳、岡泉茂
- 岡田正行、岡田龍司
- ブルーノ・カラベッタ、バンサンゾ・カラベッタ
- 古賀元博、古賀稔彦
- 古賀颯人、古賀玄暉、古賀ひより*（父親は古賀稔彦）
- 小林大輔、小林悠輔
- 近藤隼斗、近藤美月*
- 斎藤制剛、斎藤順道
- 佐々木健志、佐々木ちえ*
- 佐藤瑠香*、佐藤正大
- 志々目徹、志々目愛*
- 白金宏都、白金未桜*
- ノラ・ジャコヴァ*、アキル・ジャコヴァ
- 徐玉華*、徐麗麗*
- ヤン・スナイデルス、ペーター・スナイデルス（双子）
- 園田義男、園田勇
- 宝寿栄*、宝真由美*
- 田知本愛*、田知本遥*
- 立川莉奈*、立川新、立川桃*
- 田中源大、田中志歩*
- 谷本歩実*、谷本育実*
- 出口クリスタ*、出口ケリー*
- 中村佳央、中村行成、中村兼三
- 中橋政彦、中橋治美*
- 西山大希、西山雄希
- プリシラ・ネト*、アストリド・ネト*
- 納庄兵芽、納庄千寿*
- アミラン・パピナシビリ、ジャバ・パピナシビリ
- ジェニー・ハル*、ジェシカ・ガル*
- ハサン・ハルムルザエフ、フセン・ハルムルザエフ（双子）
- デニス・ファンデルヘースト、エルコ・ファンデルヘースト
- 福田大悟、福田大和
- 藤阪太郎、藤阪泰恒
- バルバラ・マティッチ*、ブリギタ・マティッチ*
- クラウディア・マルツァン*、ルイーゼ・マルツァン*
- 丸山剛毅、丸山城志郎（父親は丸山顕志）
- 持田治也、北田典子*
- 芳田司*、芳田真*
- フィリップ・ラーツ、ヨハン・ラーツ
- 連珍羚*、連佩如*

### プロレス
- 百田義浩、百田光雄（父親は力道山）
- ジョージ高野、高野拳磁
- 諸橋晴也、諸橋正美
- 安沢明也、安沢たく
- 柿本大地、風香*
- ソチ浜田*、浜田文子*（父親はグラン浜田）
- 紫雷美央*、紫雷イオ*（紫雷姉妹）
- 聖菜*、里歩*（ライト姉妹）
- DASH・チサコ*、仙台幸子*（十文字姉妹）
- 征矢学、征矢匠
- ムーン瑞月*、ラビット美兎*
- バラモン・シュウ、バラモン・ケイ（バラモン兄弟・双子）
- ヤス久保田、ヒデ久保田（久保田ブラザーズ・双子）
- 不動力也、下田大作（双子）
- 青柳優馬、青柳亮生
- 天満のどか*、愛野ユキ*（爆れつシスターズ）
- 藤村康平、藤村加偉
- 羽南*、吏南*、妃南*（吏南と妃南は双子）
- 斉藤ジュン、斉藤レイ（斉藤ブラザーズ・双子）
- 稲葉ともか*、稲葉あずさ*
- ベン・シャープ、マイク・シャープ（シャープ兄弟）
- ボボ・ブラジル、ハンク・ジェームス
- ビル・ミラー、ダン・ミラー
- マッドドッグ・バション、ブッチャー・バション、ビビアン・バション*
- ドリー・ファンク・ジュニア、テリー・ファンク（ザ・ファンクス / 父親はドリー・ファンク・シニア）
- ジャック・ブリスコ、ジェリー・ブリスコ
- ミル・マスカラス、エル・シコデリコ、ドス・カラス
- マイク・マーテル、リック・マーテル
- ジェリー・オーツ、テッド・オーツ
- ロン・フラー、ロバート・フラー
- シエン・カラス、マスカラ・アニョ・ドスミル、ウニベルソ・ドスミル
- チャボ・ゲレロ、マンド・ゲレロ、ヘクター・ゲレロ、エディ・ゲレロ（父親はゴリー・ゲレロ）
- ビジャノ1号、ビジャノ2号（英語版）、ビジャノ3号、ビジャノ5号、ビジャノ4号（父親はレイ・メンドーサ）
- スコット・アーウィン、ビル・アーウィン
- ランディ・サベージ、ラニー・ポッフォ（父親はアンジェロ・ポッフォ）
- ジェイク・ロバーツ、"カウボーイ" サム・ヒューストン、ロッキン・ロビン*（父親はグリズリー・スミス、ヒューストンとロビンはロバーツとは異母兄弟）
- レイモンド・ルージョー、ジャック・ルージョー（父親はジャック・ルージョー・シニア）
- ジョー・マレンコ、ディーン・マレンコ（父親はボリス・マレンコ）
- ジェイ・ヤングブラッド、マーク・ヤングブラッド、クリス・ヤングブラッド（父親はリッキー・ロメロ）
- ブレット・ハート、オーエン・ハート（ハート・ファミリー / 父親はスチュ・ハート）
- ブラソ・デ・オロ、エル・ブラソ、ブラソ・デ・プラタ
- ケリー・キニスキー、ニック・キニスキー（父親はジン・キニスキー）
- ジェシー・バー、アート・バー（父親はサンディ・バー）
- スコット・アームストロング、ブラッド・アームストロング、スティーブ・アームストロング、ブライアン・アームストロング（父親はボブ・アームストロング）
- ロード・ウォリアー・アニマル、ジョニー・エース、ザ・ターミネーター
- リック・スタイナー、スコット・スタイナー（スタイナー・ブラザーズ）
- スティービー・レイ、ブッカー・T（ハーレム・ヒート）
- シェイン・マクマホン、ステファニー・マクマホン*（WWE副社長）（父親はビンス・マクマホン）
- マット・ハーディー、ジェフ・ハーディー（ハーディー・ボーイズ）
- スティーブ・コリノ、アリソン・デインジャー*
- カーリー・コロン、エディ・コロン（父親はカルロス・コロン）
- ロッシー・モレノ*、エステル・モレノ*、シンティア・モレノ*、オリエンタル、アルダ・モレノ*（父親はアルフォンソ・モレノ、ロッシーの息子はイホ・デ・ドクトル・ワグナー・ジュニアとガレノ・デル・マル）
- マリー・アパッチェ*、ファビー・アパッチェ*（父親はグラン・アパッチェ、母親はレディ・アパッチェ*、マリーの娘はナツミ*）
- フォン・エリック・ファミリー
  - ケビン・フォン・エリック、デビッド・フォン・エリック、ケリー・フォン・エリック、マイク・フォン・エリック、クリス・フォン・エリック（父親はフリッツ・フォン・エリック）
  - ロス・フォン・エリック、マーシャル・フォン・エリック（父親はケビン・フォン・エリック）
- アノアイ・ファミリー
  - アファ・アノアイ、シカ・アノアイ（ワイルド・サモアンズ）
  - マット・アノアイ、ジョー・アノアイ
  - ソロファ・ファトゥ、エディ・ファトゥ
  - ジョナサン・ファトゥ、ジョシュア・ファトゥ
  - サムラ・アノアイ、アファ・アノアイ・ジュニア
- ウインダム・ファミリー
  - バリー・ウインダム、ケンドール・ウインダム（父親はブラックジャック・マリガン、義兄はマイク・ロトンド）
  - ウィンダム・ロタンダ、テイラー・ロタンダ（父親はマイク・ロトンド）
- マイク・デビアス、テッド・デビアス・ジュニア、ブレット・デビアス（父親はテッド・デビアス）
- マット・ジャクソン、ニック・ジャクソン（ヤング・バックス）
- デビッド・フレアー、リード・フレアー、アシュリー・フレアー*（父親はリック・フレアー、デビッドはリードとアシュリーとは異母きょうだい）
- マキシモ、 ゴヤ・コング*（父親はブラソ・デ・プラタ）
- タマ・トンガ、タンガ・ロア、ヒクレオ（父親はキング・ハク）
- イホ・デ・ドクトル・ワグナー・ジュニア、ガレノ・デル・マル（父親はドクトル・ワグナー・ジュニア、母親はロッシー・モレノ*）
- ドクトル・ワグナー・ジュニア、シルバー・キング（父親はドクトル・ワグナー、ジュニアの息子はイホ・デ・ドクトル・ワグナー・ジュニアとガレノ・デル・マル）
- カリスティコ、アルゴス、アルヘニス
- ルーシュ、ドラリスティコ、ドラゴン・リー（父親はトロ・ブランコ）
- テハノ・ジュニア、スペル・ノバ（英語版）（父親はエル・テハノ）
- ネグロ・カサス、フェリーノ、ヘビー・メタル
- ジェイ・ブリスコ、マーク・ブリスコ（ブリスコ・ブラザーズ）
- アルファ・ウルフ、ドラゴン・ベイン（ロス・ゴルペアドーレス）

### 総合格闘技
- 朝倉未来、朝倉海
- 浅野倫久、浅野篤司
- イーゲン井上、エンセン井上
- 魅津希*、井上直樹
- 伊澤カズト、伊澤星花*、風我
- 上山知暁、上山龍紀
- レオン・エドワーズ、ファビアン・エドワーズ
- エメリヤーエンコ・ヒョードル、エメリヤーエンコ・アレキサンダー
- ヴァレンタイン・オーフレイム、アリスター・オーフレイム
- ボビー・オロゴン、アンディ・オロゴン
- ヒクソン・グレイシー、ホイラー・グレイシー、ホイス・グレイシー
- ヘンゾ・グレイシー、ハウフ・グレイシー、ハイアン・グレイシー
- オーロラ☆ユーキ、大原樹理
- ケン・シャムロック、フランク・シャムロック（幼少期から同じ養父の下で育った義理の兄弟）
- スダリオ剛、貴賢神（双子。ともに大相撲力士も経験）
- マルコス・ヨシオ・ソウザ、ホベルト・サトシ・ソウザ
- カリーナ・ダム*、ホドリゴ・ダム
- ニック・ディアス、ネイト・ディアス
- 内藤のび太、内藤頌貴
- ムリーロ・ニンジャ、マウリシオ・ショーグン
- ウマル・ヌルマゴメドフ、ウスマン・ヌルマゴメドフ
- アントニオ・ホドリゴ・ノゲイラ、アントニオ・ホジェリオ・ノゲイラ（双子）
- 原口央、原口伸
- 平田直樹、平田樹*
- 平本蓮、平本丈
- サウロ・ヒベイロ、シャンジ・ヒベイロ
- マット・ヒューズ、マーク・ヒューズ（双子）
- パトリッキー・フレイレ、パトリシオ・フレイレ
- アンソニー・ペティス、セルジオ・ペティス
- ダン・ミラー、ジム・ミラー
- コール・ミラー、ミカ・ミラー
- 渡部修斗、渡部拳士郎

### キックボクシング
- 安保瑠輝也、安保璃紅
- 上野空大、上野奏貴
- 卜部弘嵩、卜部功也
- 江幡睦、江幡塁（双子）
- 大久保琉唯、大久保世璃
- 笠原弘希、笠原友希
- 久保優太、久保賢司（賢司はプロボクサーも経験）
- 辻井和奏*、辻井和花*
- 那須川天心、那須川梨々*、那須川龍心（天心は現在プロボクサー）
- 宮﨑若菜*、宮﨑小雪*
- 武蔵、TOMO
- レイ・セフォー、ロニー・セフォー
- 渡邉和則、渡邉卓也（ともにシュートボクシング）

### ボクシング
- 粟生隆寛、粟生竜太
- モハメド・アリ、ラーマン・アリ（英語版）
- ホルヘ・アルセ、フランシスコ・アルセ
- カズ有沢、コウジ有沢（双子）
- リカルド・アルレドンド、チバ・アルレドンド、レネ・アルレドンド
- 井岡一法、井岡弘樹（一法の長男は井岡一翔）
- 井上尚弥、井上拓真（父親は井上真吾）
- 上原康恒、フリッパー上原
- 江藤光喜、江藤大喜、江藤伸悟（大喜と伸悟は双子）
- 大嶋宏成、大嶋記胤
- 大橋克行、大橋秀行
- 亀田興毅、亀田大毅、亀田和毅（亀田三兄弟）、亀田姫月*(父親は亀田史郎)
- 川島志伸、川島郭志
- ドナルド・カリー、ブルース・カリー（英語版）
- カオサイ・ギャラクシー、カオコー・ギャラクシー（双子）
- 京口竜人、京口紘人
- ビタリ・クリチコ、ウラジミール・クリチコ
- アマラー・ゴーキャットジム*、ヤニー・ゴーキャットジム*（双子）
- フローイラン・サルダール、ビック・サルダール、レイ・サルダール（フローイランとビックはプロボクサー、レイはアマチュア）。
- 重岡優大、重岡銀次朗
- オシャエ・ジョーンズ*、オサ・ジョーンズ3世（英語版）
- 杉谷実、杉谷満（満の次男はプロ野球選手の杉谷拳士）
- 鈴木雅弘、鈴木稔弘
- レオン・スピンクス、マイケル・スピンクス
- 瀬川正義（英語版）、瀬川設男（アマチュアとプロボクサー）
- シンディ・セラノ*、アマンダ・セラノ*
- ホルヘ・ソリス、ウリセス・ソリス
- 田中亮明、田中恒成（アマチュアとプロボクサー）
- 堤駿斗、堤麗斗
- ノエル・ツニャカオ、マルコム・ツニャカオ
- ダニエル・デュボア、キャロライン・デュボア*
- 中川麦茶、中川抹茶
- 中嶋一輝、中嶋憂輝
- マニー・パッキャオ、ボビー・パッキャオ（英語版）
- ファイティング原田、牛若丸原田
- 平仲明信、平仲信敏
- 廣本彩刀、廣本江瑠香*
- 細川バレンタイン、細川チャーリー忍
- マリアナ・フアレス*、ルーデス・フアレス*
- フリーダ・フォアマン（フィンランド語版）*、ジョージ・フォアマン3世（英語版）（父親はジョージ・フォアマン）
- 大和藤中、藤中周作（大和は大相撲力士も経験）
- タイソン・フューリー、ヤング・フューリー、トミー・フューリー（トミーは異母兄弟）
- マーヴィス・フレージャー（英語版）、ジャッキー・フレージャー・ライド*（父親はジョー・フレージャー）
- セバスチャン・フンドラ、ガブリエラ・フンドラ*
- ドディ・ボーイ・ペニャロサ、ジョナサン・ペニャロサ、ジェリー・ペニャロサ
- ローエル・ベラスコ、マンスエト・ベラスコ（アマチュア）
- ダニエラ・ベルムデス*、エブリン・ベルムデス*
- ピストン堀口、堀口基治、堀口宏、堀口喬久
- チャナ・ポーパオイン、ソンクラーム・ポーパオイン（双子）
- 松岡新、松岡輝（双子）
- 松島勝之、松島二郎（アマチュアとプロボクサー）
- ファン・マヌエル・マルケス、ラファエル・マルケス
- フロイド・メイウェザー・シニア、ロジャー・メイウェザー、ジェフ・メイウェザー（フロイドの息子はフロイド・メイウェザー・ジュニア）
- ジェイソン・モロニー、アンドリュー・モロニー（双子）
- ゲーリー・ラッセル・ジュニア、ゲーリー・アントニオ・ラッセル、ゲイリー・アントゥアン・ラッセル
- 矢代家康、矢代義光、矢代由希*（家康と義光はプロボクサー、由希はアマチュア）
- カリッド・ヤファイ、ガラル・ヤファイ
- 矢吹正道、力石政法
- 山崎静代*、山崎晴信（アマチュアとプロボクサー）
- 山田紗暉*、山田真子*
- 山中竜也、山中大貴、山中勇樹、山中菫*
- ネルソン・リナレス、ホルヘ・リナレス、カルロス・リナレス
- ジャーモール・チャーロ、ジャーメル・チャーロ（双子）

### レスリング
- 五十嵐未帆*、五十嵐彩季*
- 伊調寿行、伊調千春*、伊調馨*
- 入江ゆき*、入江ななみ*、入江くみ*
- 乙黒圭祐、乙黒拓斗
- 清岡幸大郎、清岡もえ*
- 小原（坂本）日登美*、坂本真喜子*
- 川井梨紗子*、川井友香子*
- ブバイサ・サイティエフ、アダム・サイティエフ
- 高谷惣亮、高谷大地
- 長島和幸、長島正彦（双子）
- 永田裕志、永田克彦（現在はプロレスラーと総合格闘家）
- 屶網さら*、屶網瑠夏*
- 浜口京子*、浜口剛史（父親は元プロレスラーのアニマル浜口）
- 松本隆太郎、松本篤史
- 松雪泰葉*、松雪成葉*（双子）
- 山本美憂*、山本"KID"徳郁、山本聖子*（父親は山本郁榮。美憂の長男は山本アーセン）
- 湯元健一、湯元進一（双子）
- 吉田栄利、吉田沙保里*（父親は吉田栄勝）

### フェンシング
- 東莉央*、東晟良*

### テコンドー
- 鈴木セルヒオ、鈴木リカルド

## カヌー
- 矢澤一輝（英語版）、矢澤亜季（英語版）*

## 競技ダンス

### ブレイキン
- 半井彩弥*、半井重幸

## クライミング
- 小林真秀*、小林由佳*
- 楢﨑智亜、楢﨑明智
- バサ・マウェム（フランス語版）、ミカエル・マウェム（フランス語版）

## 剣道
- 石田利也、石田洋二
- 栄花英幸、栄花直輝
- 寺地種寿、寺地賢二郎、寺地四幸
- 宮崎正裕、宮崎史裕

## ゴルフ
- 赤星四郎、赤星六郎
- 淺井咲希*、淺井美希*
- 石川遼、石川葉子*、石川航
- 岩井明愛*、岩井千怜*（双子）[2]
- 植竹希望*、植竹愛美*（なるみ）
- 臼井麗香*、臼井蘭世*
- 尾崎将司、尾崎健夫、尾崎直道（将司は元プロ野球選手、健夫も高校時代は野球選手）
- 神谷そら*、神谷もも*、神谷ひな*
- 河本結*、河本力[3][4]
- 菊地明砂美*、菊地絵理香*[5]
- 橘田規、橘田光弘
- 香妻琴乃*、香妻陣一朗[4][6]
- 河野高明、河野光隆[7]
- アリヤ・ジュタヌガーン*、モリヤ・ジュタヌガーン（英語版）*[8]
- セキユウティン*、セキユウリ*[9]
- 芹澤名人、芹澤信雄（名人はティーチングプロで、本職は俳優）
- 竹村千里*、竹村真琴*（長姉の竹村愛美（女優）もゴルフ経験者）
- 谷福美*、谷里美*、谷明美*
- 中嶋常幸、中島和也、中島恵利華*[4]
- 馬場ゆかり*、馬場由美子*
- 平瀬哲子*、平瀬真由美*（プロゴルファーの竹田麗央は哲子の実娘であり、真由美は叔母にあたる）[10]
- 福嶋晃子*、福嶋浩子*[11]（父親は元プロ野球選手の福嶋久晃）[12]
- 堀奈津佳*、堀琴音*[13]
- 松森彩夏*、松森杏佳*[14]
- 宮里聖志、宮里優作、宮里藍*（父親はティーチングプロの宮里優）[4][15]
- 宮本省三、宮本康弘
- エドアルド・モリナリ、フランチェスコ・モリナリ
- 横峯瑠依*、横峯さくら*
- 吉田優利*、吉田鈴*[16]
- 脇元華*、脇元桜*
- 和田正義、和田委世子*

## サーフィン
- 大原沙莉（英語版）*、大原洋人（沙莉はボディボード）
- 村上舜、村上蓮

## サッカー
- アブドゥル・ラヒム・アイェウ、アンドレ・アイェウ、ジョルダン・アイェウ（ガーナのサッカー選手、父親はアベディ・ペレ）
- 安藤翼、安藤瑞季
- アントニオ・パガニン、マッシモ・パガニン (イタリアのサッカー選手)
- エデン・アザール、トルガン・アザール、キリアン・アザール（ベルギーのサッカー選手）
- 浅野拓磨、浅野雄也
- アリー・アフィーフ、アクラム・アフィーフ（カタールのサッカー選手）
- カレド・アブドゥッラフマーン、ムハンマド・アブドゥッラフマーン、オマル・アブドゥッラフマーン（アラブ首長国連邦のサッカー選手）
- モルガン・アマルフィターノ、ロマン・アマルフィターノ（フランスのサッカー選手）
- ノルディン・アムラバト、ソフィアン・アムラバト（モロッコのサッカー選手）
- ショラ・アメオビ、サミー・アメオビ（ナイジェリアのサッカー選手）
- モハマド・ノール・アリ、ジャミル・アリ（シンガポールのサッカー選手）
- ティアゴ・アルカンタラ、ラフィーニャ・アルカンタラ（ティアゴはスペイン代表、ラフィーニャはブラジル代表のサッカー選手、父親はマジーニョ）
- ルイス・アルコナーダ、ゴンサロ・アルコナーダ（スペインのサッカー選手）
- ハミト・アルトゥントップ、ハリル・アルトゥントップ（トルコのサッカー選手、双子）
- レバズ・アルベラーゼ（英語版）、ショタ・アルベラーゼ、アルチル・アルベラーゼ（英語版）（ジョージアのサッカー選手、ショタとアルチルは双子、レバズの息子はヴァト・アルベラーゼ（英語版））
- ロス・アロイージ、ジョン・アロイージ（オーストラリアのサッカー選手）
- クラウス・アロフス、トーマス・アロフス（ドイツのサッカー選手）
- ミケル・アロンソ、シャビ・アロンソ（スペインのサッカー選手）
- 安在和樹、安在達弥
- パトリック・アンデション、ダニエル・アンデション（スウェーデンのサッカー選手）
- ニクラス・イェンセン、ダニエル・イェンセン（デンマークのサッカー選手）
- フェデリコ・イグアイン、ゴンサロ・イグアイン（アルゼンチンのサッカー選手）
- 池尻凪沙*、池尻茉由*（双子）
- 池田誠剛、池田伸康
- 生駒稀生、生駒仁
- 石川直宏、石川貢
- 石堂和人、石堂圭太
- 井手口正昭、井手口陽介
- 乾大知、乾貴哉
- 伊能玲生、伊能真弥*
- 岩渕良太、岩渕真奈*
- 岩元颯オリビエ、岩元ルナ
- フィリッポ・インザーギ、シモーネ・インザーギ（イタリアのサッカー選手）
- サウリ・ヴァイサネン、レオ・ヴァイサネン（フィンランドのサッカー選手）
- フリッツ・ヴァルター、オットマール・ヴァルター（ドイツのサッカー選手）
- クリスティアン・ヴィエリ、マッシミリアーノ・ヴィエリ（英語版）（クリスティアンはイタリア代表、マッシミリアーノはオーストラリア代表のサッカー選手）
- アウレリオ・ヴィドマー、トニー・ヴィドマー（オーストラリアのサッカー選手・指導者）
- エマヌエル・ヴィニャート、サムエレ・ヴィニャート（イタリアのサッカー選手）
- イニャキ・ウィリアムズ、ニコ・ウィリアムズ（イニャキはガーナ代表、ニコはスペイン代表のサッカー選手）
- ウェズレイ、ジョルジーニョ（ブラジルのサッカー選手）
- ジョン・ウタカ、ピーター・ウタカ（ナイジェリアのサッカー選手）
- カルー・ウチェ、イケチュク・ウチェ（ナイジェリアのサッカー選手）
- 内山勝、内山篤
- 宇津木有香*、宇津木瑠美*（フットサル選手とサッカー選手）
- ジョニー・エヴァンス、コリー・エヴァンス（北アイルランドのサッカー選手）
- オスバルド・エスクデロ、セルヒオ・エスクデロ（アルゼンチンのサッカー選手、セルヒオは日本に帰化）
- エドゥー、ジーコ（ブラジルのサッカー選手。それぞれブラジルと日本のサッカー代表監督。）
- リュカ・エルナンデス、テオ・エルナンデス（フランスのサッカー選手）
- ヴィクトル・エルム、ラスムス・エルム（スウェーデンのサッカー選手）
- アレクセイ・エレメンコ、ロマン・エレメンコ（フィンランドのサッカー選手）
- エルサムニー・アリー、エルサムニー・オサマ
- 江坂任、江坂巧
- 遠藤彰弘、遠藤保仁
- アハメド・オタイフ、アブドゥ・オタイフ、アブドッラー・オタイフ（サウジアラビアのサッカー選手）
- 大熊清、大熊裕司
- 大熊環*、大熊茜*
- 太田圭輔、太田吉彰
- 大竹七未*、大竹夕魅*（双子）
- 大嶽直人、大嶽真人
- 大谷一二、大谷四郎
- 大谷圭志、大谷昌司（双子）
- 大槻優平、大槻周平
- ウィリー・オーバメヤン、ピエール＝エメリク・オーバメヤン（ガボンのサッカー選手）
- 大森渚生、大森理生
- 大山俊輔、大山啓輔
- 沖野くれあ*、沖野るせり*
- 小澤司、小澤巧
- マヌエル・オット、マイク・オット（フィリピンのサッカー選手）
- 小野伸二、小野正朋
- 小野悠斗、小野裕二
- オナイウ阿道、オナイウ情滋
- ジョアン・オリオル、エドゥアルド・オリオール（スペインのサッカー選手、双子）
- 海本慶治、海本幸治郎
- カイルル・アムリ、カイルル・ニザム（シンガポールのサッカー選手）
- カカ、ジゴン（ブラジルのサッカー選手）
- 賀川太郎、賀川浩（サッカー選手とスポーツライター）
- 笠原恵太、笠原宗太
- 風間宏希、風間宏矢（父親は風間八宏）
- フアンミ・カジェホン、ホセ・カジェホン（スペインのサッカー選手、双子）
- ビクトル・カセレス、マルコス・カセレス（パラグアイのサッカー選手）
- クリストファー・カトンゴ、フェリックス・カトンゴ（ザンビアのサッカー選手）
- 金守智哉、金守貴紀
- 狩野倫久、狩野新（サッカー選手とフットサル選手）
- 鎌田大地、鎌田大夢
- フアンホ・カマーチョ、イグナシオ・カマーチョ（スペインのサッカー選手）
- 上福元俊哉、上福元直人（フットサル選手とサッカー選手）
- 神谷凱士、神谷椋士
- ラドスラフ・カミンスキー、クシシュトフ・カミンスキー（ポーランドのサッカー選手）
- 加茂健、加茂正五
- ボナベントゥル・カルー、サロモン・カルー（コートジボワールのサッカー選手）
- モイセス・ガルシア、ヘラルド・ガルシア・レオン（スペインのサッカー選手）
- 川井光一、川井健太
- ファビオ・カンナヴァーロ、パオロ・カンナヴァーロ（イタリアのサッカー選手）
- 菅野永遠*、菅野奏音*
- 菊池新吉、菊池利三
- 菊原志郎、菊原伸郎
- 岸田和人、岸田翔平（双子）
- 岸田茂樹、岸田裕樹
- 木島良輔、木島徹也
- 北脇里規、北脇健慈
- 金永基、金聖基
- バフォー・ギャン、アサモア・ギャン（ガーナのサッカー選手）
- 清武弘嗣、清武功暉
- キローラン裕人、キローラン菜入、キローラン木鈴（菜入と木鈴は双子）
- マイケル・キーン、ウィル・キーン（イングランドのサッカー選手、双子）
- 金城クリストファー達樹、金城ジャスティン俊樹
- エルウィン・クーマン、ロナルド・クーマン（オランダのサッカー選手）
- ジョエル・グリフィス、アダム・グリフィス、ライアン・グリフィス（オーストラリアのサッカー選手、ジョエルとアダムは双子）
- トニ・クロース、フェリックス・クロース（ドイツのサッカー選手）
- 熊倉弘貴、熊倉弘達（双子）
- 黒木恭平、黒木晃平（双子）
- 桑原弘之、桑原楽之
- アブデルカデル・ゲザル、ラシド・ゲザル（アルジェリアのサッカー選手）
- マリオ・ゲッツェ、フェリックス・ゲッツェ（ドイツのサッカー選手）
- サミ・ケディラ、ラニ・ケディラ（ドイツのサッカー選手）
- ティム・ケーヒル、クリス・ケーヒル（ティムはオーストラリア代表、クリスはサモア代表のサッカー選手）
- アレクサンドル・ケルジャコフ、ミハイル・ケルジャコフ（ロシアのサッカー選手）
- ニコ・コヴァチ、ロベルト・コヴァチ（クロアチアのサッカー選手）
- 河野淳吾、河野直人
- 古賀琢磨、古賀正人
- 古賀正紘、古賀誠史
- 小島聖矢、小島秀仁
- 小滝強、小滝春男、小滝勇一
- 後藤史*、後藤三知*
- バカリ・コネ、アルナ・コネ（コートジボワールのサッカー選手）
- 小林成豪、小林里歌子*
- 小林慶行、小林亮
- キリル・コムバロフ、ドミトリ・コムバロフ（ロシアのサッカー選手、双子）
- 呉屋大翔、呉屋絵理子*
- スティーヴン・コールドウェル、ガリー・コールドウェル（スコットランドのサッカー選手）
- マリアーノ・ゴンサレス、パブロ・ゴンサレス（アルゼンチンのサッカー選手）
- 財前恵一、財前宣之
- モハマド・シュクル・サイディン、モハマド・アメル・サイディン（マレーシアのサッカー選手、双子）
- 酒井高徳、酒井宣福、酒井高聖
- 榊原杏太、榊原琴乃*
- 阪本一仁、阪本翔一朗
- 櫻田有幾子*、櫻田真平
- 笹井一愛*、笹井優愛*
- 笹垣亮介、笹垣拓也
- 佐藤勇人、佐藤寿人（双子）
- リュドヴィク・サネ、サリフ・サネ（セネガルのサッカー選手）
- 佐野海舟、佐野航大
- アイディル・ザフアン、ザフアン・アドハ（マレーシアのサッカー選手、双子）
- エッベ・サンド、ペーター・サンド（英語版）（デンマークのサッカー選手、双子）
- タウラント・ジャカ、グラニト・ジャカ（タウラントはアルバニア代表、グラニトはスイス代表のサッカー選手）
- ペリクレス・シャムスカ、マルセロ・シャムスカ（ブラジルのサッカー指導者）
- アラン・ジェラウド・デ・メロ・サントス、アレックス・アントニオ・デ・メロ・サントス（ブラジルのサッカー選手、双子）
- ブルーノ・シェイル、ベノワ・シェイル（フランスのサッカー選手）
- エンツォ・ジダン・フェルナンデス、ルカ・ジダン（フランスのサッカー選手、父親はジネディーヌ・ジダン）
- カイス・シャイェステ、ファイサル・シャイェステ（アフガニスタンのサッカー選手）
- オレグ・シャツキフ、マクシム・シャツキフ（ウズベキスタンのサッカー選手）
- コリンズ・ジョン、オラ・ジョン（オランダのサッカー選手）
- シモン・アーダーム、シモン・アンドラーシュ（ハンガリーのサッカー選手、双子）
- クリスティアン・シュヴェクラー、ピルミン・シュヴェクラー（スイスのサッカー選手）
- ボスコ・ジュロヴスキー、ミルコ・ジュロヴスキー（マケドニアのサッカー選手・指導者）
- パオロ・スアレス（英語版）、ルイス・スアレス（パオロはエルサルバドル代表、ルイスはウルグアイ代表のサッカー選手）
- スリー・スカ、スラット・スカ（タイのサッカー選手、双子）
- フランコ・スクリーニ、ブルーノ・スクリーニ（アルゼンチンのサッカー選手）
- 鈴木将也、鈴木孝司
- 鈴木翔大、鈴木優磨
- ヴェスレイ・スナイデル、ロドニー・スナイデル（オランダのサッカー選手）
- フェリックス・スンズ、ストフィラ・スンズ（ザンビアのサッカー選手）
- ゼ・エリアス、ルビーニョ（ブラジルのサッカー選手）
- ライアン・セセニョン、スティーヴン・セセニョン（イングランドのサッカー選手、双子）
- クリスティアン・ゼノーニ、ダミアーノ・ゼノーニ（イタリアのサッカー選手、双子）
- ソクラテス、ライー（ブラジルのサッカー選手）
- サンティアゴ・ソラーリ、エステバン・ソラーリ（アルゼンチンのサッカー選手）
- 高木琢也、高木功
- 高木俊幸、高木善朗、高木大輔（父親は元プロ野球選手の高木豊）
- 高瀬証、高瀬愛実*
- 高橋大輔、高橋祐太郎
- ファビオ・ダ・シウヴァ、ラファエル・ダ・シウヴァ（ブラジルのサッカー選手、双子）
- 田中宏武、田中渉
- 田部井悠、田部井涼（双子）
- 谷村憲一、谷村海那
- タビナス・ジェファーソン、タビナス・ポール・ビスマルク（フィリピンのサッカー選手）
- デイヴィダス・チェスナウスキス、エドガラス・チェスナウスキス（リトアニアのサッカー選手）
- ジャッキー・チャールトン、ボビー・チャールトン（イングランドのサッカー選手）
- ディエゴ・チャラ、ジミ・チャラ（コロンビアのサッカー選手）
- ロランド・チラベルト、ホセ・ルイス・チラベルト（パラグアイのサッカー選手）
- 常田麻友*、常田菜那*（双子）
- 角田涼太朗、角田楓佳*
- ジュリアン・デ・グズマン、ジョナサン・デ・グズマン（ジュリアンはカナダ代表、ジョナサンはオランダ代表のサッカー選手）
- 手塚康平、手塚貴大
- アントニオ・デ・ニグリス、アルド・デ・ニグリス（メキシコのサッカー選手）
- ジョナタン・テハウ、アルヴァン・テハウ、ロレンツォ・テハウ（タヒチのサッカー選手、アルヴァンとロレンツォは双子）
- マルクス・テュラム、ケフラン・テュラム（フランスのサッカー選手、父はリリアン・テュラム）
- シーム・デ・ヨング、ルーク・デ・ヨング（オランダのサッカー選手）
- 東城利哉、東城翔也
- コロ・トゥーレ、ヤヤ・トゥーレ、イブラヒム・トゥーレ（コートジボワールのサッカー選手）
- ジョバニ・ドス・サントス、ジョナタン・ドス・サントス（メキシコのサッカー選手）
- 手倉森誠、手倉森浩（双子）
- ティーラシン・デーンダー、タニガーン・デーンダー
- ダビド・デゲン、フィリップ・デゲン（スイスのサッカー選手、双子）
- フランク・デ・ブール、ロナルド・デ・ブール（オランダのサッカー選手、双子）
- ホルヘ・ルイス・デリー・バルデス、フリオ・デリー・バルデス（パナマのサッカー選手、双子）
- 堂安憂、堂安律
- 時崎悠、時崎塁
- 戸田光洋、戸田賢良
- トニーニョ、ソニー・アンデルソン（ブラジルのサッカー選手）
- レアンドロ・ドミンゲス、クレイトン・ドミンゲス（ブラジルのサッカー選手）
- アントニオ・ドンナルンマ、ジャンルイジ・ドンナルンマ（イタリアのサッカー選手）
- 永井秀樹、永井篤志
- 永井義文、永井龍（フットサル選手とサッカー選手）
- 永里源気、永里優季*、永里亜紗乃*
- 中島大貴、中島賢星
- 中島ファラン一生、中島ファランパリス（ファラン一生はカナダ代表）
- 中原秀人、中原優生
- 中村駿、中村拓海
- アーロン・ニゲス、サウール・ニゲス（スペインのサッカー選手）
- 西岡大輝、西岡大志
- 西野晃平、西野誠
- 西谷優希、西谷和希（双子）
- ハワード・ニュートン、ジェイク・ニュートン（ガイアナのサッカー選手）
- ルーカス・ヌメチャ、フェリックス・ヌメチャ（イングランドのサッカー選手）
- ガリー・ネヴィル、フィリップ・ネヴィル（イングランドのサッカー選手）
- 野崎桂太、野崎雅也
- 野沢正雄、野沢晃
- 野嶽惇也、野嶽寛也
- 河大成、河成敏（韓国のサッカー選手）
- ハーフナー・マイク、ハーフナー・ニッキ（父親はハーフナー・ディド、共に日本国籍）
- 朴鎭琇、朴亨鎮（韓国のサッカー選手）
- 朴璨鎔、朴済我（韓国のサッカー選手）
- レアンドロ・バクーナ、ジュニーニョ・バクーナ（キュラソーのサッカー選手）
- 橋内優也、橋内竜真
- ミシー・バチュアイ、アーロン・レヤ・イセカ（ベルギーのサッカー選手）
- 柱谷幸一、柱谷哲二
- ムスタファ・ハッジ、ユースフ・ハッジ（モロッコのサッカー選手）
- ロベルト・バッジョ、エディ・バッジョ（イタリアのサッカー選手）
- ティジャニ・ババンギダ、イブラヒム・ババンギダ、ハルナ・ババンギダ（ナイジェリアのサッカー選手）
- 林かおる*、林みのり*（双子）
- ダビド・バブンスキー、ドリアン・バブンスキー（マケドニアのサッカー選手、父親はボバン・バブンスキー）
- ジェリー・パラシオス、ウィルソン・パラシオス、ジョニー・パラシオス（ホンジュラスのサッカー選手）
- ジュゼッペ・バレージ、フランコ・バレージ（イタリアのサッカー選手）
- ディエゴ・バレット、エドガル・バレット（パラグアイのサッカー選手）
- ギジェルモ・バロスケロット、グスタボ・バロスケロット（アルゼンチンのサッカー選手、双子）
- 韓勇太、韓勇岐
- 樋口士郎、樋口靖洋
- ロブ・ビチュヘ、リチャード・ビチュヘ（オランダのサッカー選手）
- ワグネル・ヘナン・ヒベイロ、ナタン・オタヴィオ・ヒベイロ（カタールのサッカー選手）
- リオ・ファーディナンド、アントン・ファーディナンド（イングランドのサッカー選手）
- ピム・ファーベーク、ロバート・ファーベーク（オランダのサッカー選手・指導者）
- ジャック・ファティ、リカルド・ファティ（フランスのサッカー選手、ジャックはセネガル代表）
- ウィリー・ファン・デ・ケルクホフ、レネ・ファン・デ・ケルクホフ（オランダのサッカー選手、双子）
- ベルント・フェルスター、カールハインツ・フェルスター（ドイツのサッカー選手）
- ナチョ・フェルナンデス、アレックス・フェルナンデス（スペインのサッカー選手）
- 深井一希、深井祐希
- 福田ゆい*、福田まい*（双子）
- 福田湧矢、福田翔生
- 藤田祥史、藤田浩平
- 藤谷匠、藤谷壮
- 藤本康太、藤本大
- 船山祐二、船山貴之
- ロヘリオ・フネス・モリ、ラミロ・フネス・モリ（アルゼンチンのサッカー選手、双子）
- ハビエル・フラーニョ、ミゲル・フラーニョ（スペインのサッカー選手、双子）
- ブラフ・フェイ*、ブラフ・シャーン*（双子）
- ニコラス・ブルディッソ、ギジェルモ・ブルディッソ（アルゼンチンのサッカー選手）
- ボヤン・ブルノヴィッチ、ネナド・ブルノヴィッチ（モンテネグロのサッカー選手）
- セバスティアン・フレイ、ニコラ・フレイ（フランスのサッカー選手）
- スベンド・ブローダーセン、レオナルド・ブローダーセン（ドイツのサッカー選手）
- ウリ・ヘーネス、ディーター・ヘーネス（ドイツのサッカー選手）
- スルダン・ペツェル、ミラン・ペツェル（ボスニア・ヘルツェゴビナのサッカー選手）
- ペルパリム・ヘテマイ、メフメト・ヘテマイ（フィンランドのサッカー選手）
- ジュード・ベリンガム、ジョーブ・ベリンガム（イングランドのサッカー選手）
- アレクセイ・ベレズツキ、ヴァシリ・ベレズツキ（ロシアのサッカー選手、双子）
- スヴェン・ベンダー、ラース・ベンダー（ドイツのサッカー選手、双子）
- ケヴィン＝プリンス・ボアテング、ジェローム・ボアテング（異母兄弟・ケヴィン＝プリンスはガーナ代表、ジェロームはドイツ代表のサッカー選手）
- ジャスティン・ホイト、ギャヴィン・ホイト（イングランドのサッカー選手）
- マティアス・ポグバ、フロランタン・ポグバ、ポール・ポグバ（マティアスとフロランタンは双子でギニア代表の、ポールはフランス代表のサッカー選手）
- 星広太、星雄次（双子）
- 堀直人、堀孝史
- 前貴之、前寛之
- モイゼス・リマ・マガリャンイス、マテウス・リマ・マガリャンイス（ブラジルのサッカー選手）
- 松尾菜月*、松尾美月*
- 松田康佑、松田悠佑（双子）
- 松田陸、松田力（双子）
- 松永行、松永信夫、松永碩
- 松長朋恵*、松長佳恵*（双子）
- 松橋章太、松橋優
- 松原志歩*、松原優菜*
- 松原真也、松原良香
- 松山吉之、松山博明
- ネマニャ・マティッチ、ウロシュ・マティッチ（ネマニャはセルビア代表、ウロシュはマケドニア代表のサッカー選手）
- マーヴィン・マティプ、ジョエル・マティプ（カメルーンのサッカー選手）
- 眞中幹夫、眞中靖夫
- マニシェ、ジョルジェ・リベイロ（ポルトガルのサッカー選手）
- ディエゴ・マラドーナ、ウーゴ・マラドーナ（アルゼンチンのサッカー選手、ディエゴの息子はディエゴ・マラドーナ・ジュニア）
- 丸岡満、丸岡悟
- 三浦泰年、三浦知良
- 三上和良、三上卓哉
- 三國スティビアエブス、三國ケネディエブス
- 三竿雄斗、三竿健斗
- 水野和樹、水野晃樹
- 路木健、路木龍次
- 宮市亮、宮市剛
- 宮澤佳汰、宮澤ひなた*
- アレクセイ・ミランチュク、アントン・ミランチュク（ロシアのサッカー選手、双子）
- ディエゴ・ミリート、ガブリエル・ミリート（アルゼンチンのサッカー選手）
- セルゲイ・ミリンコヴィッチ＝サヴィッチ、ヴァニャ・ミリンコヴィッチ＝サヴィッチ（セルビアのサッカー選手）
- ムボ・ムペンザ、エミール・ムペンザ（ベルギーのサッカー選手）
- 森健兒、森孝慈
- 森勇人、森晃太
- 森保一、森保洋
- 森﨑和幸、森﨑浩司（双子）
- アリエル・モンテネグロ、ダニエル・モンテネグロ（アルゼンチンのサッカー選手）
- ムラト・ヤキン、ハカン・ヤキン（スイスのサッカー選手）
- 安田理大、安田晃大
- ムスタファ・ヤタバレ、サンブ・ヤタバレ（マリのサッカー選手）
- 山形恭平、山形辰徳
- 山口千尋*、山口卓己
- 山瀬功治、山瀬幸宏
- 山田大地、山田元気（双子）
- 山本拓弥、山本啓人
- 吉尾海夏、吉尾虹樹
- 吉川健太、吉川拓也
- 吉村光示、吉村圭司
- マルキーニョ、ロドリゴ（ブラジルのサッカー選手）
- ミカエル・ラウドルップ、ブライアン・ラウドルップ（デンマークのサッカー選手）
- ラファエウ、ロニー（ブラジルのサッカー選手）
- アルベルト・リエラ、オリオール・リエラ（スペインのサッカー選手）
- ルカ・リゴーニ、ニコラ・リゴーニ（イタリアのサッカー選手）
- ステファン・リストフスキ、ミラン・リストフスキ（北マケドニアのサッカー選手）
- アントニ・リマ、イルデフォンス・リマ（アンドラのサッカー選手）
- 林瓊鶯（中国語版）*、林曼婷*（台湾のサッカー選手）
- ルイゾン、アレックス・シウバ（ブラジルのサッカー選手）
- ロメル・ルカク、ジョルダン・ルカク（ベルギーのサッカー選手）
- クリスティアーノ・ルカレッリ、アレッサンドロ・ルカレッリ（イタリアのサッカー選手）
- カール＝ハインツ・ルンメニゲ、ミヒャエル・ルンメニゲ（ドイツのサッカー選手）
- カリム・レキク、オマル・レキク（オランダ/チュニジアのサッカー選手）
- イジー・ロシツキー、トマーシュ・ロシツキー（チェコのサッカー選手）
- ロベルト・アシス、ロナウジーニョ（ブラジルのサッカー選手）
- オスカル・ロメロ、アンヘル・ロメロ（パラグアイのサッカー選手、双子）
- 脇坂泰斗、脇坂崚平
- 和田篤紀、和田倫季（父親は和田昌裕）
- 和田昌士、和田昂士
- 渡邉大剛、渡邉千真、渡邉三城
- マクドナルド・マリガ・ワニアマ、ビクター・ワニアマ（ケニアのサッカー選手）
- ンドカ・ボニフェイス、ンドカ・チャールス

## 自転車
競輪選手については、
- ペーター・サガン、ユライ・サガン
- フアン・ホセ・アエド、ルーカス・セバスチャン・アエド
- ジー・アサートン、レイチェル・アサートン*
- サイモン・イェーツ、アダム・イェーツ（双子）
- マクシム・イグリンスキー、ヴァレンティン・イグリンスキー
- ゴルカ・イサギレ、ヨン・イサギレ
- ミゲル・インドゥライン、プルデンシオ・インドゥライン
- ペーター・ヴェリトス、マルティン・ヴェリトス（双子）
- ウラディミール・エフィムキン、アレクサンドル・エフィムキン（双子）
- ラルフ・グラプシュ、ベルト・グラプシュ
- ガブリエル・クルチェト、フアン・エステバン・クルチェト
- ピーター・ケノー、ティム・ケノー
- ファウスト・コッピ、セルセ・コッピ
- 榊原魁、榊原爽*
- シルヴァン・シャヴァネル、セバスティアン・シャヴァネル
- ローラン・ジャラベール、ニコラ・ジャラベール
- フランク・シュレク、アンディ・シュレク
- 張磊、張淼
- エリック・デ・フラーミンク、ロジェ・デ・フラーミンク
- スコット・デイヴィス、アラン・デイヴィス
- 辻貴光、辻善光
- ホセ・トルエバ、ビセンテ・トルエバ、マヌエル・トルエバ、フェルミン・トルエバ
- マッシミリアーノ・ナポリターノ、ダニーロ・ナポリターノ
- ヴィンチェンツォ・ニバリ、アントニオ・ニバリ
- イェスタ・ペーテルソン、シュトゥーレ・ペーテルソン、エリック・ペーテルソン、トーマス・ペーテルソン（「フォーグルム4兄弟」とも呼ばれる）
- マルセル・ビュイス、ルシアン・ビュイス、ジュール・ビュイス
- ジュリアン・フェルヴァーク、フェリシアン・フェルヴァーク
- ウィリー・プランカールト、ワルテル・プランカールト、エディ・プランカールト
- アンリ・ペリシエ、フランシス・ペリシエ、シャルル・ペリシエ
- ロマン・フェイユ、ブリス・フェイユ
- 福島晋一、福島康司（現姓:相沢）
- 別府始、別府匠、別府史之
- キャメロン・マイヤー、トラヴィス・マイヤー
- マルク・マディオ、イヴォン・マディオ
- ケリー・メアーズ*、アンナ・メアーズ*
- ロジェ・ラペビー、ギー・ラペビー
- デリオ・ロドリゲス、パストル・ロドリゲス、エミリオ・ロドリゲス、マノロ・ロドリゲス
- エリア・ヴィヴィアーニ、アッティーリオ・ヴィヴィアーニ

## 重量挙げ
- 三宅敏博、三宅宏実*（父親は三宅義行）
- 三宅義信、三宅義行

## 水泳

### 競泳
- 伊藤俊介（英語版）、伊藤秀介（双子）
- 入江晋平、入江陵介
- ケイト・キャンベル*、ブロンテ・キャンベル*
- ジャック・ババショフ（英語版）、シャーリー・ババショフ*、デボラ・ババショフ（英語版）*
- ロール・マナドゥ*、フローラン・マナドゥ
- 山野井智広、山野井絵理*
- ケビン・リザーランド、ミック・リザーランド、ジェイ・リザーランド（三つ子）
- マリア・メテラ*、メディ・メテラ

### アーティスティックスイミング
- 木村真野・紗野 - 木村真野*、木村紗野*（双子）
- 佐藤友花（英語版）*、佐藤陽太郎（英語版）
- 蔣婷婷*、蔣文文*（双子）
- サラ・ジョセフソン（英語版）*、カレン・ジョセフソン（英語版）*（双子）
- 米田祐子*、米田容子*

### 飛込競技
- 大沢姉妹 - 井川（大沢）政代*、西沢（大沢）礼子*
- 金戸華*、金戸快、金戸凜*（父親は金戸恵太、母親は金戸（元渕）幸）
- 寺内健、寺内佑
- 馬淵よしの*、馬淵しげの*（父親は馬淵良、母親は馬淵かの子（津谷鹿乃子））

### 水球
- 稲場朱里*、稲場悠介
- 志賀諭、志賀光明

## スキー
- 伊藤克彦（ノルディック複合選手）、伊藤直人（スキージャンプ選手）
- 伊藤有希*、伊藤将充（スキージャンプ選手、父親は伊藤克彦）
- 岩佐明香*、岩佐勇研（スキージャンプ選手）
- ジョルジョ・ヴァンツェッタ、ビーチェ・ヴァンツェッタ*（クロスカントリースキー選手）
- 荻原健司、荻原次晴（ノルディック複合選手、双子）
- ハンニ・ウェンツェル*、アンドレアス・ウェンツェル（英語版）（アルペンスキー選手）
- フランシスコ・フェルナンデス・オチョア、フアン・マヌエル・フェルナンデス・オチョア、ブランカ・フェルナンデス・オチョア*、ルイス・フェルナンデス・オチョア、ドローレス・フェルナンデス・オチョア*（アルペンスキー選手）
- 葛西優奈、葛西春香（ノルディック複合選手、双子）
- 笠谷昌生、笠谷幸生（スキージャンプ選手）
- ルドルフ・クランツ（ドイツ語版）、クリストル・クランツ（ドイツ語版）*（アルペンスキー選手）
- イヴィツァ・コステリッチ、ヤニツァ・コステリッチ*（アルペンスキー選手）
- ナタリア・コロステロワ*、ニコライ・モリロフ（クロスカントリースキー選手）
- 小林潤志郎（スキージャンプ選手）、小林諭果*（スキージャンプ選手）、小林陵侑（スキージャンプ選手）、小林龍尚（ノルディック複合選手）
- 清水亜久里、清水礼留飛（ノルディック複合選手、父親は清水久之）
- 髙梨寛太、髙梨沙羅*（スキージャンプ選手）
- 竹内択（スキージャンプ選手）、竹内寿（スキージャンプ選手・俳優）
- 竹内元康、竹内卓哉（スキージャンプ選手）
- マヌエラ・ディ・チェンタ*、ジョルジョ・ディ・チェンタ（クロスカントリースキー選手）
- 西方俊也、西方仁也（スキージャンプ選手）
- 東和広、東昭広、東輝（スキージャンプ選手、和広と昭広は双子）
- シグムント・ルート、ビルゲル・ルート、アスビョルン・ルート（スキージャンプ選手）
- ユッシ・ハウタマキ、マッチ・ハウタマキ（スキージャンプ選手）
- フルビオ・バルブーザ、サビーナ・バルブーザ*（クロスカントリースキー選手）
- ペテル・プレヴツ、ツェネ・プレヴツ（英語版）、ドメン・プレヴツ（スキージャンプ選手）
- ハンヌ・マンニネン（ノルディック複合選手）、ピルヨ・ムラネン*（旧姓マンニネン、クロスカントリースキー選手）
- ハイジ・ミッターマイヤー（英語版）*、ロジー・ミッターマイヤー*、エビ・ミッターマイヤー（英語版）*（アルペンスキー選手）[17]
- フィリップ・メーア、スティーヴ・メーア（アルペンスキー選手、双子）
- 森敏（ノルディック複合選手）、森徹（モーグル選手）
- ユッカ・ユリプリ（ノルディック複合選手）、トゥオモ・ユリプリ、ライモ・ユリプリ（スキージャンプ選手）
- 渡瀬雄太、渡瀬あゆみ*（スキージャンプ選手、父親は渡瀬弥太郎）
- 渡部暁斗、渡部善斗（ノルディック複合選手）

## スケート

### スピードスケート
- 植松純（英語版）、植松仁（ともにショートトラック、仁は競輪に転向）
- 加藤美佳*、加藤美善*（美佳はショートトラック、美善はスピードスケートとショートトラック両方。美佳の息子は吉永一貴（英語版））
- 菊池彩花*、菊池悠希*、菊池萌水*、菊池純礼*（悠希と萌水はショートトラック、純礼はスピードスケートとショートトラック両方）
- 黒岩康志、黒岩悟
- 齋藤仁美*、齋藤悠、齋藤慧、齋藤駿（4人ともショートトラック）
- 髙木菜那*、髙木美帆*
- 盧善英*、盧珍圭（英語版）*
- 野崎千春*、野崎貴裕
- エリック・ハイデン、ベス・ハイデン*（共に自転車ロードレースでも実績あり）
- 宮部保範、宮部行範

### フィギュアスケート
- 青谷めぐみ*、青谷いずみ*
- 浅田舞*、浅田真央*
- ティファニー・ヴァイス*、ブリタニー・ヴァイス*
- アレクサンドル・ウスペンスキー、ウラジーミル・ウスペンスキー
- カレン・オイ、ブリナ・オイ*
- ピーター・カルザース、キティ・カルザース*
- トッド・ギレス、アレクシ・ギレス*、パイパー・ギレス*（アレクシとパイパーは双子）
- イリヤ・グレボフ、エレーナ・グレボワ*
- ピーター・ケネディ、キャロル・ケネディ*
- ブレンダン・ケリー、シャンテル・ケリー*
- 坂頂達也、坂頂みなみ*
- マウリツィオ・ザンドロン、マルコ・ザンドロン
- オットー・ジェリネク、マリア・ジェリネク*
- アレックス・シブタニ、マイア・シブタニ*
- 村主章枝*、村主千香*
- アレキサンドル・セレフコ、ミハイル・セレフコ
- マシュー・ドッズ、アンドリュー・ドッズ、ジョーダン・ドッズ、ライアン・ドッズ
- ジョン・ニックス、ジェニファー・ニックス*
- マイケル・パーソンズ、レイチェル・パーソンズ*
- ウィリアム・バイアー、クリスティーナ・バイアー*
- キーファー・ハベル、マディソン・ハベル*
- サラ・ヒューズ*、エミリー・ヒューズ*
- マルコ・ファッブリ、アンドレア・ファッブリ
- ライラ・フィアー*、サーシャ・フィアー*
- ミハル・ブジェジナ、エリスカ・ブレジノワ*
- ヴィクトリア・ヘルゲソン*、ヨシ・ヘルゲソン*
- ダニエル・ヘルマン、カロリーナ・ヘルマン*
- ヨリック・ヘンドリックス、ルナ・ヘンドリックス*
- 本田太一、本田真凜*、本田望結*、本田紗来*
- アレクサンデル・マヨロフ、ニコライ・マヨロフ
- 水谷太洋、水谷心
- 村元小月*、村元哉中*
- 楊周宏、楊雪芬*
- キャシー・リード*、クリス・リード、アリソン・リード*（キャシーとクリスは日本代表、アリソンはジョージア・イスラエル・リトアニア代表）
- ネッリ・ジガンシナ*、ルスラン・ジガンシン

## スノーボード
- クレイグ・マクモリス（英語版）、マーク・マクモリス
- テイラー・ゴールド、アリエル・ゴールド*（父親はモーグル選手のケン・ゴールド）
- 冨田せな*、冨田るき*
- 成田童夢、今井メロ*、成田緑夢
- 平野英樹、平野歩夢、平野海祝
- ピートゥ・ピロイネン、ペジャ・ピロイネン
- ベン・ファーガソン、ゲイブ・ファーガソン
- ホルダー・ヘルガソン、エイキ・ヘルガソン
- 村瀬心椛*、村瀬由徠*

## セーリング
- ネーサン・アウタリッジ、ヘイリー・アウタリッジ（英語版）*
- ラース・キエル、スリグ・キエル
- 土居一斗（英語版）、土居愛実*
- シメ・ファンテラ、ミホビル・ファンテラ（スペイン語版）
- ウィリアム・ライアン、ジェイミー・ライアン（英語版）*

## 体操

### 体操競技
- 相原誠、相原豊（父親は相原信行、母親は相原（白須）俊子）
- 池谷幸雄、池谷直樹
- 内村航平、内村春日*（父親は内村和久、母親は内村周子）
- 白井勝太郎、白井晃二郎、白井健三
- 田中和仁、田中理恵*、田中佑典
- 谷川航、谷川翔
- 畠田瞳*、畠田千愛*（父親は畠田好章）
- ポール・ハム、モーガン・ハム（双子）
- 李大双（英語版）、李小双（双子）

### トランポリン競技
- 岸彩乃*、岸大貴

## 卓球
- 石川佳純*、石川梨良*
- 上田大輔、上田萌*、上田仁
- 梅村正樹、梅村礼*
- 坂田和美*、坂田倫子*、坂田愛*
- ジャン＝ミッシェル・セイブ、フィリップ・セイブ（ドイツ語版）
- メラニー・ディアス（英語版）*、アドリアーナ・ディアス*
- 西飯美幸*、西飯由香*
- ビクトリア・パブロビッチ*、ベロニカ・パブロビッチ*（双子）
- 平野早矢香*、 平野友樹
- 平野美宇*、平野亜子*
- 藤井寛子*、藤井優子（中国語版）*
- ドミトリ・マズノフ、アンドレイ・マズノフ（ロシア語版）
- 松下浩二、松下雄二（双子）
- 加藤知秋*、加藤杏華*
- 吉村真晴、吉村和弘
- 張本智和、張本美和*[18]（父親は張本宇、母親は張凌）
- 松平賢二、松平健太、松平志穂*
- 森薗美咲*、森薗政崇、森園美月*
- 吉山僚一、吉山和希
- アレクシス・ルブラン、フェリックス・ルブラン

## テニス

### テニス
- ジュリエット・アトキンソン*、キャスリーン・アトキンソン*
- ホセ・マリア・アロンソ、マニュエル・アロンソ
- マリオ・アンチッチ、サンヤ・アンチッチ*
- ビーナス・ウィリアムズ*、セリーナ・ウィリアムズ*
- 大坂まり*、大坂なおみ*
- 加茂幸子*、加茂公成
- トム・ガリクソン、ティム・ガリクソン（双子）
- 雉子牟田明子*、雉子牟田直子*
- リカルト・クライチェク、ミハエラ・クライチェク*
- マラト・サフィン、ディナラ・サフィナ*
- 沢松順子*、沢松和子*
- エミリオ・サンチェス、アランチャ・サンチェス・ビカリオ*
- バーバラ・ジョーダン*、キャシー・ジョーダン*
- ヘレナ・スコバ*、シリル・スーク
- ミーシャ・ズベレフ、アレクサンダー・ズベレフ
- 瀬間友里加*、瀬間詠里花*
- 詹詠然*、詹皓晴*
- レジナルド・ドハティー、ローレンス・ドハティー
- マイク・ブライアン、ボブ・ブライアン（双子、ブライアン兄弟も参照）
- バイロン・ブラック、ウェイン・ブラック、カーラ・ブラック*
- クリスティナ・プリスコバ*、カロリナ・プリスコバ*（双子）
- アリョーナ・ボンダレンコ*、カテリナ・ボンダレンコ*
- ジョン・マッケンロー、パトリック・マッケンロー
- ジェイミー・マリー、アンディ・マリー[19]
- マニュエラ・マレーバ*、カテリナ・マレーバ*、マグダレナ・マレーバ*
- 宮城黎子*、宮城淳
- アグニエシュカ・ラドワンスカ*、ウルシュラ・ラドワンスカ*
- グレース・ルーズベルト*、エレン・ルーズベルト*
- アーネスト・レンショー、ウィリアム・レンショー（双子）
- リリアン・ワトソン*、モード・ワトソン*

### ソフトテニス
- 井口雄一、井口雄介
- 花田直弥、花田周弥
- 船水雄太、船水颯人

## トライアスロン
- 久保埜一輝、久保埜勇貴、久保埜南（英語版）*
- アリステア・ブラウンリー（英語版）、ジョナサン・ブラウンリー（英語版）

## 馬術
- ピエロ・ディンゼオ（英語版）、ライモンド・ディンゼオ

## バスケットボール
- 赤穂さくら*、赤穂ひまわり*、赤穂雷太、赤穂かんな*（ひまわりと雷太は双子。父親は赤穂真）
- 安谷屋健太、西田（安谷屋）陽子*
- 内海慎吾、内海亮子*（父親は内海知秀）
- 大沼美咲*、大沼美琴*
- パウ・ガソル、マルク・ガソル
- ジョージ・ガービン、デリック・ガービン（英語版）
- 金原沙織*、金原彩姫*
- 蒲谷正之、蒲谷千恵*
- ジョーイ・グラハム、スティーブン・グラハム（双子）
- ホーレス・グラント、ハーベイ・グラント（英語版）（双子）
- ステフィン・カリー、セス・カリー（父親はデル・カリー）
- カディーム・コールビー、ドワイト・コールビー
- 小納真樹、小納真良（双子）
- ジェイソン・コリンズ、ジャロン・コリンズ（双子）
- 紺野ニズベット翔、紺野つばさ*
- ブロニー・ジェームズ、ブライス・ジェームズ（父親はレブロン・ジェームズ）
- ジュリアン・シャンパニー、ジャスティン・シャンパニー（英語版）（双子）
- ルーク・ゼラー（英語版）、タイラー・ゼラー、コディー・ゼラー
- 澤岻安史、澤岻直人
- 竹内公輔、竹内譲次（双子）
- 田中沙季*、田中優里*（双子）
- 谷口大智、谷口光貴
- 田渡敏信、田渡修人、田渡凌
- テーブス海、テーブス流河（父親はBT・テーブス）
- フアン・ディクソン、ジャメイン・ディクソン（異母兄弟）
- 俊野達彦、俊野佳彦
- オビ・トッピン、ジェイコブ・トッピン（英語版）
- トビンマーカス海舟、トビンブランディーみやび*
- アメン・トンプソン、アサー・トンプソン（双子）
- マイケル・トンプソン（英語版）、クレイ・トンプソン（父はマイカル・トンプソン、末弟に野球選手のトレイス・トンプソン）
- 中川和之、中川直之（双子）
- 仲摩純平、仲摩匠平
- 中村浩陸、中村拓人
- 中村優花*、中村ジャズ
- 並里祐、並里成
- 西田優大、西田公陽、西田陽成
- アイディン・ニックハ・バーラミ、サマド・ニックハ・バーラミ
- ジルケ・ノヴィツキー（ドイツ語版）*、ダーク・ノヴィツキー
- 信平和也、佐々木（信平）優希
- 河恩珠*、河昇鎭
- アンソニー・パーカー、キャンデース・パーカー*
- チャック・パーソン、ウェズリー・パーソン
- モリッツ・バグナー、フランツ・バグナー
- 畑有希*、畑千晶*
- 畠中絵里*、畠中春香*
- 八村塁、八村阿蓮、八村安美菜*
- スクーター・バリー（英語版）、ジョン・バリー、ブレント・バリー、ドリュー・バリー（英語版）、キャニヨン・バリー（英語版）（父はリック・バリー、キャニヨンの母はリン・バリー（英語版））
- ディック・バン・アースデール、トム・バン・アースデール（双子）
- フローラン・ピートラス、ミカエル・ピートラス
- 平下愛佳*、平下結貴*
- 藤本愛妃*、藤本愛瑚*（父親は元プロ野球選手の藤本俊彦、母親は元バレーボール選手の藤本（山内）美加）
- 船引かおり*、船引まゆみ*
- 船生誠也、船生晴香*
- マーク・プライス、ブレント・プライス
- エース・フラッグ（英語版）、クーパー・フラッグ（双子）
- メイソン・プラムリー、マイルズ・プラムリー
- アレクサンダル・ペトロヴィッチ、ドラジェン・ペトロヴィッチ
- ロンゾ・ボール、リアンジェロ・ボール、ラメロ・ボール
- ジャスティン・ホリデー、ドリュー・ホリデー、アーロン・ホリデー
- ケニオン・マーティン、リチャード・ロビー（異母兄弟）
- コディ・マーティン、ケイレブ・マーティン（双子）
- 馬瓜エブリン*、馬瓜ステファニー*[20]
- 松島有梨江*、松島良豪
- 水野妃奈乃*、水野幹太
- 宮崎早織*、宮崎安奈*
- アイザイア・モーブリー（英語版）、エバン・モーブリー
- 森口弥、森口朱音*
- マーキーフ・モリス、マーカス・モリス（双子）
- クシシュトフ・ラヴリノヴィチ、ダリウシュ・ラヴリノヴィチ（双子）
- ブルック・ロペス、ロビン・ロペス（双子）
- 矢野優子*、矢野良子*
- 八幡幸助、八幡圭祐
- 山本加奈子*、山本麻衣*（父親は元バレーボール選手の山本健之、母親は山本（黒川）貴美子）
- 吉井精三郎、吉井四郎
- 吉田沙織*、吉田亜沙美*（父親は吉田康行）
- キーファー・ラベナ、サーディ・ラベナ（父親はボン・ラベナ（英語版））
- 脇梨奈乃*、脇真大（父親は脇将典）
- 渡邊夕貴*、渡邊雄太（父親は渡邊英幸、母親は渡邊（久保田）久美）

## バレーボール
- 麻野七奈未*、麻野堅斗
- 有田佳織*、有田沙織*
- 石川祐希、石川真佑*
- イ・チェヨン*、イ・ダヨン*（双子）
- 井上奈々朱*、井上仁
- エバデダン・ジェフリー・宇意、エバデダン・ラリー
- グスタボ・エンドレス、ムーリオ・エンドレス
- ミッコ・オイヴァネン、マッティ・オイヴァネン（双子）
- 大竹里歩*、大竹壱青（父親は大竹秀之）
- 大野果歩*、大野果奈*（双子）
- 大山加奈*、大山未希*
- 甲斐孝太郎、甲斐優斗
- 金丸将大、金丸晃大
- 狩野美雪*、狩野舞子*
- 川合俊一、川合庶
- 川島亜依美*、川島里華*
- 川畑愛希*、川畑夏希*
- 川原麻実*、川原愛璃*
- 木村沙織*、木村美里*
- ウラジミール・グルビッチ、ニコラ・グルビッチ
- 興梠龍司、興梠亮
- 古賀幸一郎, 古賀太一郎
- 佐々木侑*、佐々木萌*
- 佐藤彩乃*、佐藤淑乃*
- 佐藤澪*、佐藤円*
- 澤畠雄一郎、澤畠文子*
- ハイーネ・スタエレンス*、キム・スタエレンス*
- アラン・ソウザ、ダルラン・ソウザ
- 高橋慎治、高橋幸造
- 高橋みゆき*、高橋和人
- 髙橋塁、髙橋藍
- ハンナ・タップ*、ペイジ・タップ（イタリア語版）*（双子）
- 谷口由美恵*、谷口雅美*
- 黒葛原淳一、黒葛原浩二（英語版）
- アレクサンダル・ニコロフ、シメオン・ニコロフ（父親はウラジミール・ニコロフ）
- 西川有喜*、西川吉野*
- 西堀健実*、西堀育実*（双子、ともにビーチバレーもプレー）
- 西山由樹*、西山慶樹*
- エミリア・ニューストロン、エリカ・ニューストロン（双子、ビーチバレー）
- 服部晃佳*、服部安佑香*
- ハン・ユミ*、ハン・ソンイ*
- 比金桃子*、比金みなみ*
- 久原大輝、久原翼
- 深澤めぐみ*、深澤つぐみ*（双子）
- 深津旭弘、深津貴之、深津英臣
- 藤中謙也、藤中優斗、藤中颯志
- ヴェリコ・ペトコビッチ、ヴラド・ペトコビッチ
- ブライエリン・マルティネス*、ヒネイリ・マルティネス*
- 南克幸、南裕之（父親は南将之）
- 峯村幸太、峯村沙紀*、峯村雄大
- 宮部藍梨*、宮部愛芽世*
- 目黒優佳*、目黒安希*、目黒愛梨*
- 諸隈秀東、諸隈直樹（双子）
- 山田真里*、山田侑樹*
- 横田真未*、横田紗椰香*
- 米山裕太、米山達也
- 劉鴻敏、劉鴻杰（双子）
- ケイディ・ロルフゼン*、アンバー・ロルフゼン*（双子）

## ハンドボール
- 安倍千夏*、安倍竜之介
- 佐久川かおり*、佐久川ひとみ*（双子）
- 角南唯*、角南涼*、角南果帆*（唯と涼は双子）

## ボウリング
- 小林あゆみ*、小林よしみ*、小林龍一
- 小林由紀*、山本勲
- 酒井美佳*、酒井玲佳*（父親は酒井武雄）

## モータースポーツ
- 影山正彦、影山正美（レーサー）
- 脇阪寿一、脇阪薫一（レーサー）
- 国本京佑、国本雄資（レーサー）
- 黒澤琢弥、黒澤治樹、黒澤翼（レーサー、父親は黒澤元治）
- 中嶋一貴、中嶋大祐（レーサー、父親は中嶋悟）
- 一ツ山康、一ツ山幹雄（レーサー）
- 平木湧也、平木玲次（レーサー）
- 山野哲也、山野直也（レーサー）
- 片山義美、従野孝司（レーサー、異母兄弟。片山は元オートバイレーサー）
- 末永直登、末永正雄（D1ドライバー）
- ペドロ・ロドリゲス、リカルド・ロドリゲス（共に夭逝したメキシコのF1ドライバー）
- ウィルソン・フィッティパルディ、エマーソン・フィッティパルディ（F1ドライバー。エマーソンは1972・74年F1ワールドチャンピオン。）
- ローレンス・ヴァントール、ドリス・ヴァントール（レーサー）
- ジル・ヴィルヌーヴ、ジャック・ヴィルヌーヴSr.（カナダのF1ドライバー）
- マンフレッド・ヴィンケルホック、ヨアヒム・ヴィンケルホック（ドイツのF1ドライバー）
- イアン・シェクター、ジョディー・シェクター（南アフリカのF1ドライバー。ジョディーは1979年F1ワールドチャンピオン。）
- テオ・ファビ、コラード・ファビ（レーサー）
- エディ・チーバー、ロス・チーバー（レーサー）
- ミハエル・シューマッハ、ラルフ・シューマッハ（ドイツのF1ドライバー。ミハエルは1994・95・2000〜2004年F1ワールドチャンピオン。）
- ジョルディ・ジェネ、マルク・ジェネ（レーサー）
- ヒューベルト・ハーネ、アルミン・ハーネ（レーサー）
- ルシアン・ビアンキ、マウロ・ビアンキ（レーサー）
- ネルソン・ピケJr.、ペドロ・ピケ（レーサー。父親はネルソン・ピケ）
- ピエトロ・フィッティパルディ、エンツォ・フィッティパルディ（レーサー。祖父はエマーソン・フィッティパルディ）
- アラン・フェルテ、ミシェル・フェルテ（レーサー）
- ピエルルイジ・マルティニ、オリバー・マルティニ（レーサー）
- カート・ブッシュ、カイル・ブッシュ（NASCARドライバー）
- ジェフ・ブラバム、ゲイリー・ブラバム、デビッド・ブラバム（レーサー、父親はジャック・ブラバム）
- エルネスト・ブランビラ、ヴィットリオ・ブランビラ（オートバイレーサーとF1ドライバー）
- レオ・マンセル、グレッグ・マンセル（レーサー、グレッグは自転車ロードレースとしても活動。父親はナイジェル・マンセル）
- シャルル・ルクレール、アーサー・ルクレール（レーサー）
- デレック・ワーウィック、ポール・ワーウィック（レーサー）
- ヘンリ・トイヴォネン、ハリ・トイヴォネン（ラリードライバー）
- ヘニング・ソルベルグ、ペター・ソルベルグ（ラリードライバー）
- 青木宣篤、青木拓磨、青木治親（オートバイレーサーとラリー選手とオートレース選手）
- 青山博一、青山周平（オートバイレーサーとオートレース選手）
- 高橋裕紀、高橋江紀（オートバイレーサー）
- 成田匠、成田亮（オートバイレーサー。共にトライアルライダー）
- クリスチャン・サロン、ドミニク・サロン（オートバイロードレーサー）
- バレンティーノ・ロッシ、ルカ・マリーニ（オートバイレーサー。異父兄弟。ロッシはMotoGPクラスで6回のチャンピオン。）
- マルク・マルケス、アレックス・マルケス（オートバイレーサー。2014年にマルクはMotoGPクラス、アレックスはMoto3クラスで、2019年もマルクはMotoGPクラス、アレックスはMoto2クラスで兄弟同年チャンピオンとなった）
- ジャン・オンジュ、デニス・オンジュ（オートバイレーサー、双子）
- アレイシ・エスパルガロ、ポル・エスパルガロ（オートバイロードレーサー）
- バハッティン・ソフォーグル、シナン・ソフォーグル、ケナン・ソフォーグル（オートバイロードレーサー。ケナンはスーパースポーツ世界選手権で5回のチャンピオン。）
- カルロス・チェカ、ダビド・チェカ（オートバイレーサー）
- アンヘル・ニエト・ジュニア、パブロ・ニエト（オートバイレーサー。父親はアンヘル・ニエト）
- ブラッド・ビンダー、ダリン・ビンダー（オートバイロードレーサー）
- ラウル・フェルナンデス、エイドリアン・フェルナンデス（オートバイレーサー）
- トミー・ヘイデン、ニッキー・ヘイデン、ロジャー・リー・ヘイデン（オートバイレーサー。2006年にニッキーはMotoGPクラスチャンピオン。）
- テイラー・マッケンジー、タラン・マッケンジー（オートバイロードレーサー。父親はニール・マッケンジー）
- アレックス・ロウズ、サム・ロウズ（オートバイレーサー、双子）
- ケニー・ロバーツ・ジュニア、カーティス・ロバーツ（オートバイレーサー。2000年にケニーはWGP500ccクラスチャンピオン。父親はケニー・ロバーツ）

## 野球
- ハンク・アーロン、トミー・アーロン
- トニー・アーマス・シニア、マルコス・アーマス（英語版）
- ウィリー・アイバー、エリック・アイバー
- 青木智史、青木走野
- ロナルド・アクーニャ・ジュニア、ルイスアンヘル・アクーニャ
- ケン・アスプロモンテ、ボブ・アスプロモンテ（英語版）
- ディック・アダムズ、ボビー・アダムズ
- B.J.アップトン、ジャスティン・アップトン
- 東妻勇輔、東妻純平
- アドゥワ大、アドゥワ誠
- 阿部雄厚、阿部成宏
- 新井貴浩、新井良太
- 有田哲三、有田修三[21]
- フェリペ・アルー、マティ・アルー、ヘスス・アルー
- オズワルド・アルシア、オーランド・アルシア
- ヘクター・アルモンテ、エリック・アルモンテ
- CJ・アレクサンダー（英語版）、ブレイズ・アレクサンダー
- スコット・アレクサンダー、ジェイソン・アレクサンダー（英語版）
- ハンク・アレン（英語版）、ディック・アレン、ロン・アレン（英語版）
- サンディー・アロマー・ジュニア、ロベルト・アロマー（父親はサンディー・アロマー・シニア）
- マイク・アンドリュース、ロブ・アンドリュース（英語版）
- 飯田一弥、飯田優也
- タイラー・イエーツ（英語版）、カービー・イエーツ
- 石井章夫、石井貴
- 石川翔、石川慧亮
- 石橋健太、石橋康太
- 石原繁三、石原照夫[21]
- 石丸藤吉、石丸進一[21]
- シーザー・イズトゥリス、マイサー・イズトゥリス（異母兄弟）
- 泉由有樹*、泉由希菜*[22]
- 伊藤寛士、伊藤康祐
- 伊東亮大、伊東昂大
- マイケル・イノア、ワスカル・イノア
- 茨木秀俊、茨木佑太
- 今久留主淳、今久留主功[21]（淳の息子は今久留主邦明）
- 今久留主祐成、今久留主成幸
- 入来智、入来祐作
- 岩村敬士、岩村明憲
- 岩本義行、岩本信一[21]
- リッキー・ウィークス、ジェマイル・ウィークス
- ザック・ウィート、マック・ウィート（英語版）
- ジェフ・ウィーバー、ジェレッド・ウィーバー
- ガス・ウェイイング、ジョン・ウェイイング（英語版）
- ポール・ウェイナー、ロイド・ウェイナー
- 上崎泰一、上崎克公（双子）
- 上田藤夫、上田良夫[21]
- 上野貴久、上野大樹
- 上本博紀、上本崇司
- モーゼス・フリート・ウォーカー、ウェルデイ・ウォーカー
- レジー・ウォーラー（英語版）、タイ・ウォーラー
- トッド・ウォーレル、ティム・ウォーレル
- コルテン・ウォン、キーン・ウォン
- ラモン・ウリアス、ルイス・ウリアス
- スコット・エアー、ウィリー・エアー（英語版）
- 江藤愼一、江藤省三[21]
- マイク・エドワーズ、マーシャル・エドワーズ（英語版）、デーブ・エドワーズ（英語版）[23]
- ジョニー・エバース、ジョー・エバース（英語版）
- 江村将也、江村直也
- ブラッドリー・エラスマス、ジャスティン・エラスマス
- 大石正彦、大石勝彦[21]
- デーブ・オーウェン、スパイク・オーウェン（英語版）
- 大久保哲也、大久保勝也
- 大久保孝昭、大久保秀昭
- 大沢清、大沢紀三男、大沢啓二[21]
- デーン・オージ（英語版）、ガース・オージ
- 大谷尚徳、大谷真徳
- 大谷龍太、大谷翔平（父親は大谷徹）
- 大生竜万、大生虎史
- 大嶺祐太、大嶺翔太
- 小笠原慎之介、小笠原智一
- 岡林飛翔、岡林勇希
- ロベルト・オスナ、アレハンドロ・オスナ（英語版）
- 鬼崎智史、鬼崎裕司
- ジョーイ・オブライエン、砂川リチャード
- ディオメデス・オリーボ、チーチー・オリーボ（英語版）
- ジョン・オルーク（英語版）、ジム・オルーク
- アーロン・ガイエル、ジェフ・ガイエル（英語版）
- 高國輝、羅國華（中国語版）、羅國龍（中国語版）、高國麟（中国語版）
- 高健龍（中国語版）、高國慶
- 景浦將、景浦賢一[21]
- 笠原将生、笠原大芽（父親は笠原栄一）
- 梶本隆夫、梶本靖郎[21]
- 春日一平、春日祥之輔
- 片岡昭吾、片岡治大（易之）
- 香月良太、香月良仁
- 加藤正二、稲垣定雄[21]
- 加藤春雄、加藤政一[21]
- 加藤幹典、加藤貴大
- 門岡良典、門岡信行[21]
- 金沢幸彦、金沢信彦
- 金子哲夫、金子準一[21]
- 金田正一、金田高義、金田星雄、金田留広
- アルベルト・カブレラ（英語版）、マウリシオ・カブレラ
- ホルベルト・カブレラ、オーランド・カブレラ
- 亀田忠、亀田敏夫[21]
- 茅野健一、茅野秀三[21]
- ノマー・ガルシアパーラ、マイケル・ガルシアパーラ（英語版）
- 川口隼人、川口寛人（双子）
- 川瀬晃、川瀬堅斗
- 川藤龍之輔、川藤幸三[21]
- 川端慎吾、川端友紀*
- アドニス・ガルシア、アドリス・ガルシア
- コナー・ガレスピー、ケイシー・ガレスピー（英語版）
- オジー・カンセコ、ホセ・カンセコ（双子）
- マーティ・キーオ、ジョー・キーオ（英語版）
- スティーブ・キーファー（英語版）、マーク・キーファー
- スペンサー・キーブーム、カーター・キーブーム
- 北村祥治、北村拓己
- 岸健太郎、岸敬祐
- 鬼頭数雄、鬼頭政一、鬼頭勝治[21]
- 衣川幸夫、衣川隆夫
- 宜保優、宜保翔
- 木村孝、木村悟
- マット・ギャメル、ベン・ギャメル
- エイドリアン・ギャレット、ウェイン・ギャレット[21]
- ジェイミー・キャロル、ウェス・キャロル（英語版）
- 清原和博、清原幸治
- マット・キルロイ、マイク・キルロイ（英語版）
- 菊矢吉男、岡本一雄（異父母兄弟）
- 蔵本雅由、英智（次兄の蔵本敬充（モデル）も野球経験者）
- トニー・グウィン、クリス・グウィン（英語版）
- モート・クーパー、ウォーカー・クーパー（英語版）
- スコット・クールボー、マイク・クールボー
- 日下章、日下隆[21]
- カイル・クビッツァ、オースティン・クビッツァ（英語版）
- ジェラルド・クラーク、フィル・クラーク
- フレッド・クラーク、ジョシュ・クラーク（英語版）
- ジョン・クラークソン、ダッド・クラークソン（英語版）、ウォルター・クラークソン（英語版）
- 郭岱詠（中国語版）、郭岱琦
- トム・グラビン、マイク・グラビン（英語版）
- ルルデス・グリエル、ルイス・エンリケ・グリエル
- ユニエスキ・グリエル、ユリ・グリエル、ルルデス・グリエル・ジュニア（父親はルルデス・グリエル）
- ホセ・クルーズ、トミー・クルーズ、ヘクター・クルーズ
- ホセ・クルーズ（英語版）、ライナー・クルーズ
- ロッキー・クレスニック（英語版）、マイク・クレスニック
- フェリペ・クレスポ、シーザー・クレスポ（英語版）
- コビー・クレメンス（英語版）、ケイシー・クレメンス、コディ・クレメンス（父親はロジャー・クレメンス）
- トリップ・クローマー、D.T.クローマー
- 黒川大雅、黒川史陽、黒川怜遠
- 黒木弘重、黒木基康[21]
- トリスタン・クロフォード、ネイサン・クロフォード（英語版）
- C.J.クロン、ケビン・クロン（父親はクリス・クロン）
- ティム・ケネリー（英語版）、マット・ケネリー、ジョシュ・ケネリー、サム・ケネリー[24]
- ジョージ・ケリー、レン・ケリー（英語版）
- ジョージ・ケル、スキーター・ケル（英語版）
- ウィルトン・ゲレーロ（英語版）、ブラディミール・ゲレーロ（ブラディミールの息子はブラディミール・ゲレーロ・ジュニア）
- 河埜和正、河埜敬幸[21]
- ティム・コーコラン、ロイ・コーコラン
- マイク・コーコラン（英語版）、ラリー・コーコラン
- エリック・ゴーデル、タイラー・ゴーデル
- ディー・ゴードン、ニック・ゴードン（父親はトム・ゴードン）
- ジョーイ・コーラ、アレックス・コーラ
- 木暮力三、木暮英路[21]
- 小島茂男、小島利男[21]
- 小玉明利、小玉孝
- ジャメイン・コットン、ジャレル・コットン
- ロジャー・コナー、ジョー・コナー
- トニー・コニグリアロ、ビリー・コニグリアロ（英語版）
- 小西正則、小西美加*
- ハリー・コベレスキ（英語版）、スタン・コベレスキ
- エドガー・ゴンザレス、エイドリアン・ゴンザレス
- 近藤貞雄、近藤禎三[21]
- ウィルソン・コントレラス、ウィリアム・コントレラス
- リッチ・サーホフ（英語版）、B.J.サーホフ
- ハンク・サウアー、エド・サウアー（英語版）
- 阪田清春、阪田正芳 、阪田芳秀 [21]
- 定岡智秋、定岡正二、定岡徹久
- 佐藤天一郎、佐藤二朗、佐藤レナン勇（父親は佐藤允禧）
- 佐藤輝明、佐藤太紀
- デーブ・サックス（英語版）、スティーブ・サックス
- コール・サルサー、ボー・サルサー
- デーン・サルディーニャ（英語版）、デューク・サルディーニャ、ブロンソン・サルディーニャ
- ジェイソン・ジアンビ、ジェレミー・ジアンビ
- ジョー・シーウェル、ルーク・シーウェル（英語版）、トミー・シーウェル（英語版）
- カイル・シーガー、ジャスティン・シーガー、コーリー・シーガー
- オレーター・シェーファー、テイラー・シェーファー（英語版）
- ジョーダン・シェフィールド、ジャスティス・シェフィールド
- 品田操士、品田寛介
- カイル・ジマー、ブラッドリー・ジマー
- 嶋田宗彦、嶋田章弘
- 島本講平、島本啓次郎
- ブライアン・ジャイルズ、マーカス・ジャイルズ
- ブレット・ジャクソン、ドリュー・ジャクソン（英語版）
- ボビー・シャンツ、ビリー・シャンツ（英語版）
- ケイレブ・ジョゼフ、コーバン・ジョゼフ
- 白井孝幸、白井康勝
- 白川大輔、白川勇輔
- ペドロ・シリアコ、アウディ・シリアコ
- 進藤実、小野寺力
- アルバート・スアレス、ロベルト・スアレス
- 杉本喜久雄、杉本郁久雄[21]
- エバン・スクリブナー、トロイ・スクリブナー（英語版）
- シャーロン・スコープ、ジョナサン・スコープ
- 鈴木尚典、鈴木章仁
- ブロック・スタッシ（英語版）、マックス・スタッシ
- ニック・ストイフバーゲン、トム・ストイフバーゲン
- メル・ストットルマイヤー・ジュニア、トッド・ストットルマイヤー（父親はメル・ストットルマイヤー）
- 角一晃、角晃多（父親は角盈男）
- ジェイ・スボーツ（英語版）、ジョシュ・スボーツ
- フェイ・スロンベリー（英語版）、マーブ・スロンベリー
- 孫易伸（中国語版）、孫易磊
- ヨエニス・セスペデス、ヨエルキス・セスペデス
- 銭村健三、銭村健四[21]（父親は銭村健一郎）
- エリック・ソガード、アレックス・ソガード
- 苑田聡彦、苑田邦夫
- ジョナタン・ソラーノ、ドノバン・ソラーノ
- ダニー・ダーウィン、ジェフ・ダーウィン（英語版）
- マイケル・ダースマ、マーク・ダースマ
- チェイス・ダーノー、トラビス・ダーノー
- 醍醐猛夫、醍醐俊光[25]
- 大豊泰昭、大順将弘
- ジム・タイロン、ウェイン・タイロン（英語版）
- 高梨芳昌、高梨利洋（父親は高梨英夫）
- 髙濱卓也、髙濱祐仁
- 高柳信英、高柳秀樹
- 瀧英男、瀧安治[25]
- 武岡大聖、武岡龍世
- 武智文雄、田中照雄、田中和男[25]
- プレストン・タッカー、カイル・タッカー
- 田中広輔、田中俊太
- 田中良平、田中靖洋
- ジェイク・ダニング、デーン・ダニング
- 田原基稔、田原藤太郎[25]
- シェリー・ダンカン、クリス・ダンカン（父親はデーブ・ダンカン（英語版））
- ジョン・ダンクス、ジョーダン・ダンクス
- 千葉茂、千葉英二
- 崔映弼、崔榮浣
- 崔廷、崔恒（朝鮮語版）
- ギャリン・チェッキーニ、ギャビン・チェッキーニ
- 趙東和、趙東贊
- 鄭守根、鄭守盛
- ジェイソン・チルダース（英語版）、マット・チルダース
- 陳致遠、陳致鵬（中国語版、英語版）
- 陳連宏、陳金鋒
- 蔣智聡（中国語版）、蔣智賢
- 筒井敬三、筒井真次[25]
- 常見茂、常見昇、常見忠[25]
- エドウィン・ディアス、アレクシス・ディアス
- C.I.テイラー（英語版）、スチールアーム・ジョニー・テイラー（英語版）、キャンディ・ジム・テイラー（英語版）、ベン・テイラー
- ディジー・ディーン、ポール・ディーン（英語版）
- ビル・ディッキー、ジョージ・ディッキー（英語版）
- ビンス・ディマジオ、ジョー・ディマジオ、ドム・ディマジオ
- エド・デラハンティ、トム・デラハンティ（英語版）、ジョー・デラハンティ（英語版）、ジム・デラハンティ（英語版）、フランク・デラハンティ（英語版）
- フランク・トーリ、ジョー・トーリ
- 堂上剛裕、堂上直倫（父親は堂上照）
- 笘篠誠治、笘篠賢治
- J.D.ドリュー、ティム・ドリュー（英語版）、スティーブン・ドリュー
- フレッド・トレイシー、ピート・トレイシー（英語版）
- 羅成容（朝鮮語版）、羅成範
- ナイルズ・ナイマン（英語版）、クリス・ナイマン
- 永川勝浩、永川光浩
- 中﨑雄太、中﨑翔太
- 中村憲、中村香澄*
- 中村武敏、中村国昭[25]
- 中村悠平、中村辰哉
- 永本勲二、永本裕章[25]
- デウィス・ナバーロ、ディオナー・ナバーロ
- ジョニー・ナロン、ジェリー・ナロン
- フィル・ニークロ、ジョー・ニークロ
- メルビン・ニエベス、ウィル・ニエベス
- オーティス・ニクソン、ドーネル・ニクソン（英語版）
- 西五十六、西三雄[25]
- 西倉実、伊藤光四郎[25]
- 西村一孔、西村公一[25]
- 西村悟、西村憲
- 西村優希、西村純季
- 西本明和、西本聖[25]
- レインス・ニックス、ジェイソン・ニックス
- 仁村薫、仁村徹
- ジョシュ・ネイラー、ボー・ネイラー
- グレイグ・ネトルズ、ジム・ネトルズ
- 野口明、野口二郎、野口昇、野口渉[25]
- 野村克晃、野村克彦、野村克則（克則の実父は野村克也、克晃と克彦は克則とは異父兄弟）
- 野村謙二郎、野村昭彦
- オースティン・ノラ、アーロン・ノラ
- 則本昂大、則本佳樹
- バブルス・ハーグレイブ、ピンキー・ハーグレイブ（英語版）
- マーティ・バーゲン、ビル・バーゲン
- ニック・バーディ（英語版）、ザック・バーディ
- ダニエル・バード、ルーク・バード
- ブライアン・ハーパー（英語版）、ブライス・ハーパー
- クリス・ハービー（英語版）、ハンター・ハービー（父親はブライアン・ハービー）
- ジョシュ・バーフィールド、ジェレミー・バーフィールド（父親はジェシー・バーフィールド）
- ガス・バーランド（英語版）、ルイ・バーランド
- リップ・パイク、イスラエル・パイク（英語版）
- タイラー・ハイネマン、スコット・ハイネマン
- 拝藤聖雄、拝藤宣雄[25]
- ブーグ・パウエル、カール・テイラー（英語版）
- ヨーマン・バザード（英語版）、エドワード・バザード
- 橋口敏英、橋口美利
- カルロス・パスカル（英語版）、カミロ・パスカル
- コーリー・パターソン、エリック・パターソン
- ジョン・パチョレック（英語版）、トム・パチョレック、ジム・パチョレック
- 浜崎真二、浜崎忠治[25]
- スティーブ・ハモンド、クリス・ハモンド（英語版）
- 林安夫、林直明[25]
- クリス・バライカ、パット・バライカ
- ジョシュ・パラシオス、リッチー・パラシオス
- エフライン・バルデス（英語版）、カルロス・バルデス
- グレッグ・ハルマン、ジェイソン・ハルマン
- マーティー・バレット、トム・バレット（英語版）
- ホセ・バレンティン、ハビアー・バレンティン
- サル・バンドー、クリス・バンドー（英語版）
- 日隈ジュリアス、日隈モンテル
- ダンテ・ビシェット・ジュニア、ボー・ビシェット（父親はダンテ・ビシェット）
- サム・ビショップ、ベアウ・ビショップ
- A.J.ヒメネス、ジョー・ヒメネス
- ミッキー・ヒューズ（英語版）、ジェイ・ヒューズ
- 開田博勝、開田成幸
- 平古場正晴、平古場昭二
- 平桝敏男、平桝俊之
- ブレット・ピル、タイラー・ピル（英語版）
- 広岡富夫、広岡達朗[25]
- 広野翼、広野功[25]
- デーブ・ファウツ、フランク・ファウツ（英語版）
- ブレット・ブーン、アーロン・ブーン （父親はボブ・ブーン、祖父はレイ・ブーン）
- ジェイソン・フィリップス、カイル・フィリップス
- リック・フェレル、ウェス・フェレル
- ケン・フォーシュ、ボブ・フォーシュ
- ビル・フォスター、ルーブ・フォスター
- 藤村哲也、藤村雅美（父親は藤村富美男）
- 藤村富美男、藤村隆男[25]
- 藤本典征、小寺昌治
- トラビス・ブラックリー、アダム・ブラックリー（英語版）
- ダニー・ブリーデン（英語版）、ハル・ブリーデン
- タイラー・フリーマン、コディ・フリーマン（英語版）
- トニー・ブリューワ、マイク・ブリューワ
- ジェフ・フレイジャー（英語版）、トッド・フレイジャー
- デビッド・フレッチャー、ドミニク・フレッチャー
- ケン・ブレット、ジョージ・ブレット
- ジュリクソン・プロファー、ジェレミ・プロファー（英語版）
- ジェリー・ヘアストン・ジュニア、スコット・ヘアストン（父親はジェリー・ヘアストン・シニア）
- ジェイソン・ヘイワード、ジェイコブ・ヘイワード
- トニー・ペーニャ、ラモン・ペーニャ（英語版）
- トニー・ペーニャ・ジュニア、フランシスコ・ペーニャ（父親はトニー・ペーニャ）
- ビリー・ペトリック（英語版）、ザック・ペトリック
- アンディ・ベネス、アラン・ベネス（英語版）
- フレディ・ペラルタ、ルイス・ペラルタ（英語版）
- ジム・ペリー、ゲイロード・ペリー
- ジョージ・ベル、フアン・ベル（英語版）
- デビッド・ベル、マイク・ベル（英語版）（父親はバディ・ベル、祖父はガス・ベル（英語版））
- フレッド・ベル（英語版）、クール・パパ・ベル
- オーランド・ヘルナンデス、リバン・ヘルナンデス（異母兄弟）
- クロイド・ボイヤー（英語版）、ケン・ボイヤー、レン・ボイヤー、クリート・ボイヤー、ロン・ボイヤー、ボブ・ボイヤー
- 朴賢明、朴賢植（朝鮮語版）
- 星野雄大、星野大地
- ケビン・ホッジス、トレイ・ホッジス
- エミリオ・ボニファシオ、ホルヘ・ボニファシオ[26]
- グレン・ホフマン（英語版）、トレバー・ホフマン
- ステュ・ポメランツ（英語版）、ドリュー・ポメランツ
- ジョシュ・ホリデイ（英語版）、マット・ホリデイ
- ディーコン・ホワイト、ウィル・ホワイト
- バリー・ボンズ、ボビー・ボンズ・ジュニア（父親はボビー・ボンズ）
- ドルトン・ポンペイ、トリスタン・ポンペイ（英語版）
- レオネス・マーティン、アンディ・マーティン
- デイモン・マイナー、ライアン・マイナー（英語版）（双子）
- グレッグ・マーリー（英語版）、タイラー・マーリー
- 前川夏輝、前川右京
- ジェイク・マウアー（英語版）、ジョー・マウアー
- ドンゼル・マクドナルド（英語版）、ダーネル・マクドナルド
- クリスティ・マシューソン、ヘンリー・マシューソン（英語版）
- 増田大輝、増田将馬
- マイク・マダックス、グレッグ・マダックス
- 又吉克樹、又吉亮文
- ジョー・マッカーシー、ジェイク・マッカーシー
- シェーン・マック、クイン・マック（英語版）
- フランク・マナシュ（英語版）、ヘイニー・マナシュ
- レッド・マリオン（英語版）、マーティー・マリオン
- エディ・マレー、リッチ・マレー（英語版）
- クリスチャン・マレーロ、クリストファー・マレーロ
- 松浦信吉、松浦正
- 松坂大輔、松坂恭平
- 松沼博久、松沼雅之[25]
- ラモン・マルティネス、ペドロ・マルティネス
- 三木肇、三木仁
- 右田一彦、右田雅彦
- マーク・ミムズ、マイク・ミムズ（英語版）（双子）
- 宮城滝太、宮城竜輝
- 宮下義雄、宮下利夫[25]
- アイリッシュ・ミューゼル（英語版）、ボブ・ミューゼル[27]
- 三好大輝、三好大倫
- 村上和幸、村上竜太郎
- 村上友幸、村上宗隆、村上慶太
- 村松遼太朗、村松開人
- 文善載、文珍堤（叔父は文昇勳）
- リー・メイ、カルロス・メイ
- フィル・メイトン、ニック・メイトン
- トレバー・メギル、タイラー・メギル
- ビクトル・ビクトル・メサ、ビクトル・メサ・ジュニア（父親はビクトル・メサ）
- オースティン・メドウズ、パーカー・メドウズ
- ブライアン・モラン、コリン・モラン
- ベンジー・モリーナ、ホセ・モリーナ、ヤディアー・モリーナ
- 森和彦、森昌彦
- 森宝生、森隆峰
- 安田亮太、安田尚憲（父親は陸上競技指導者の安田功）
- 八浪知行、八浪彬雄[25]
- 山崎福之、山崎福也 (父親は山崎章弘)
- 山田勉、山田博士
- 山根政明、山根和夫
- 山村善則、山村勝彦
- 山本英一郎、山本英雄
- 山本哲也、山本公士[25]
- 山本尚敏、山本秀男、山本達男[25]
- 山本昌、山本秀明
- ジョシュ・ヤン、ジェイス・ヤン
- ドミトリー・ヤング、デルモン・ヤング
- 柳元相、柳旻相（朝鮮語版）（父親は柳承安（朝鮮語版））
- バック・ユーイング、ジョン・ユーイング（英語版）
- 岳東華、岳少華（中国語版）、岳政華（中国語版）
- 柚木俊治、柚木進
- 陽耀勳、陽品華（旧名・陽耀華）、陽岱鋼
- 梁訓、梁賢（朝鮮語版）
- ラリー・ヨーント（英語版）、ロビン・ヨーント
- 横沢三郎、横沢四郎、横沢七郎[25]
- 吉田圭志、吉田嵩
- 吉田大成、吉田大就
- 佐藤史規、由規、佐藤貴規
- バリー・ラーキン、スティーブン・ラーキン（英語版）
- ライダー・ライアン（英語版）、リバー・ライアン
- マーク・ライター（英語版）、アル・ライター
- ハリー・ライト、ジョージ・ライト、サム・ライト（英語版）
- コルビー・ラスムス、コーリー・ラスムス
- ポール・ラッシェル（英語版）、リック・ラッシェル
- エリック・ラドウィック、ライアン・ラドウィック
- ヘンリー・ラモス（英語版）、エリオット・ラモス
- アダム・ラローシュ、アンディ・ラローシュ（父親はデーブ・ラローシュ（英語版））
- カーネイ・ランスフォード、ジョディ・ランスフォード（英語版）
- ジミー・ランバート（英語版）、ピーター・ランバート
- レロン・リー、レオン・リー（レオンの息子はデレク・リー） [25]
- アル・リーチ、ボブ・リーチ（英語版）
- オマール・リナレス、フアン・カルロス・リナレス
- カル・リプケン・ジュニア、ビリー・リプケン（父親はカル・リプケン・シニア（英語版））
- 廖任磊、廖乙忠（中国語版）
- フリオ・ルーゴ、ルディ・ルーゴ
- サッシャ・ルーツ、ドナルド・ルーツ
- ジェラルド・レアード、ブランドン・レアード
- ドン・レイノルズ（英語版）、ハロルド・レイノルズ
- デーブ・レーシッチ、ゲーリー・レーシッチ
- ゲイリー・レニキー（英語版）、ロン・レニキー
- ネイト・ロウ、ジョシュ・ロウ
- クリスチャン・ロープス（英語版）、ティム・ロープス
- マーカス・ロートン（英語版）、マット・ロートン
- エド・ロジャース、エスミル・ロジャース
- テイラー・ロジャース、タイラー・ロジャース（双子）
- タイソン・ロス、ジョー・ロス
- コナー・ロバートソン（英語版）、デビッド・ロバートソン
- フレッド・ロビンソン（英語版）、ウィルバート・ロビンソン
- アンドリュー・ロマイン、オースティン・ロマイン（父親はケビン・ロマイン（英語版））
- ジェイク・ワカマツ、ルーク・ワカマツ（父親はドン・ワカマツ）
- バッツ・ワグナー（英語版）、ホーナス・ワグナー
- 若生久二雄、若生智男、若生正廣
- 度会基輝、度会隆輝（父親は度会博文）
- 王躍霖、王維中
- ギフト・ンゴエペ、ビクター・ンゴエペ

## ラグビー

### ラグビーユニオン
- リッチー・アーノルド、ロリー・アーノルド（双子）
- アキラ・イオアネ、リーコ・イオアネ（父親はエディー・イオアネ）
- ソニー・ビル・ウィリアムズ、ナイル・ウィリアムズ*（ソニー・ビルはプロボクサーも経験）
- 大西栄造、大西鐵之祐
- ロペティ・オト、オファ・トペニ、ナタニエラ・オト
- 小野晃征、パラキゆき*
- ジミー・カーワン、スコット・カーワン
- トム・カリー、ベン・カリー（双子）
- リコ・ギア、ホゼア・ギア
- 具智充、具智元（父親は具東春）
- 朽木英次、朽木泰文、朽木雅文
- 五郎丸亮、五郎丸歩
- ホセア・サウマキ、サウマキアマナキ
- ジュリアン・サヴェア、アーディー・サヴェア
- ミッチ・ジェイコブソン、ルーク・ジェイコブソン
- アンドリュー・スニウラ、シャローム・スニウラ
- ジョナサン・セクストン、ジェリー・セクストン
- 立川直道、立川理道
- 田村優、田村熙（父親は田村誠）
- アニテレア・ツイランギ、アレサナ・ツイランギ、ヘンリ・ツイランギ、ヴァヴァエ・ツイランギ、フレディー・ツイランギ、マヌ・ツイランギ
- 土屋英明、土屋俊明
- ジャック・ティール、ジョシュ・ティール（双子）
- ロビー・ディーンズ、ブルース・ディーンズ
- ジョナサン・デーヴィス、ジェームズ・デーヴィス（父親はジョナサン・デーヴィス (1962年生まれのラグビー選手)）
- ロバート・ディプレア、ダン・デュプレア、ジャンリュック・デュプレア（ダンとジャンリュックは双子）
- ヤニー・デュプレッシー、ビスマルク・デュプレッシー
- オファ・トゥウンガファシ、イシ・トゥウンガファシ（父親はモフイケ・トゥウンガファシ）
- 戸嶋文夫、戸嶋秀夫
- 中靏憲章、中靏隆彰
- デイン・ハイレットペティ、ロス・ハイレットペティ
- ルアタンギ侍バツベイ、バツベイシオネ
- ケイン・バレット、ボーデン・バレット、スコット・バレット、ジョーディー・バレット（父親はケヴィン・バレット）
- 彦坂匡克、彦坂圭克（双子）
- トゥシ・ピシ、ジョージ・ピシ、ケン・ピシ
- マコ・ヴニポラ、ビリー・ヴニポラ
- ダン・プライアー、カラ・プライアー
- ベン・フランクス、オーウェン・フランクス
- マイケル・ブロードハースト、ジェームス・ブロードハースト
- サイモン・ベスト、ローリー・ベスト
- チャーリー・ホア、アンドリュー・ホア
- アダム・ホワイトロック、ジョージ・ホワイトロック、サム・ホワイトロック、ルーク・ホワイトロック（父親はブリーデン・ホワイトロック）
- グレン・マーシュ、トニー・マーシュ（双子）
- 松井謙斗、松井千士
- 松尾雄治、松尾雄吾、松尾雄介
- マーティー・マッケンジー、ダミアン・マッケンジー
- 松本悠介、松本仁志
- アントニオ・ミカエリトゥー、マリノ・ミカエリ＝トゥウ（双子）、リアナ・ミカエレトゥウ*
- ダニエル・ライナートブラウン、アントン・ライナートブラウン
- ケイシー・ラウララ、ネポ・ラウララ、ルテル・ラウララ
- エルトン・ヤンチース、トニー・ヤンチース
- トム・ヤングス、ベン・ヤングス（父親はニック・ヤングス）
- 横井久、横井章
- 横山健一、横山伸一（双子）
- 吉田義人、吉田光

### ラグビーリーグ
- ジョージ・ダビッドソン、ビル・ダビッドソン（英語版）、ベン・ダビッドソン（英語版）（ジョージは陸上選手としても活動）
- ルーク・バージェス、サム・バージェス、トム・バージェス（英語版）、ジョージ・バージェス（英語版）（トムとジョージは双子、父親はマーク・バージェス）

## 陸上競技
- 市田孝、市田宏（双子）
- マモ・ウォルデ、デミシュ・ウォルデ（英語版）
- シドニー・エイブラハムス（英語版）、ハロルド・エイブラハムス
- 遠藤清也、遠藤日向
- 尾崎朱美*、尾崎好美*
- 大西一輝、大西智也（三つ子のうちの2人）
- 大西毅彦、大西洋彰（双子）
- 大南博美*、大南敬美*（双子）
- 小島宗幸、小島忠幸
- ドミンゴス・カストロ（英語版）、ディオニシオ・カストロ（英語版）（双子）
- 川内優輝、川内鮮輝、川内鴻輝
- 久馬悠*、久馬萌*（双子）
- コモドール・コクラン、ロイ・コクラン
- 設楽啓太、設楽悠太（双子）
- アル・ジョイナー、ジャッキー・ジョイナー＝カーシー*
- 城下麗奈*、城下孝広、城下阿李奈*
- 清水将也、清水智也（双子）
- ゲオルギー・ズナメンスキー（英語版）・セラフィム・ズナメンスキー（英語版）
- 宗茂、宗猛（双子、宗兄弟も参照）
- 髙松望ムセンビ*、髙松智美ムセンビ*（父親はマクセル・ムセンビ（ドイツ語版））
- リチャード・チェリモ、イスマイル・キルイ、キャサリン・キルイ（英語版）*（キャサリンのみ片親が異なる）
- エジェガエフ・ディババ*、ティルネシュ・ディババ*、ゲンゼベ・ディババ*
- 寺尾正・文姉妹 - 寺尾正*、寺尾文*（双子）
- 中村祐紀、中村友哉
- 西山凌平、西山雄介
- キャサリン・ヌデレバ*、アナスタシア・ヌデレバ（英語版）*
- 服部勇馬、服部弾馬
- アルビン・ハリソン、カルビン・ハリソン（英語版）（双子）
- ロバート・ハルティング、クリストフ・ハルティング
- 福嶋摩耶*、福嶋紗楽*（双子）
- オードリー・ブラウン*、ゴドフリー・ブラウン
- ハリド・ブーラミ、ブラヒム・ブーラミ
- タマラ・プレス*、イリーナ・プレス*
- ケネニサ・ベケレ、タリク・ベケレ
- 松宮隆行、松宮祐行（双子）
- 宮内洋子*、宮内宏子*（双子）
- 村山謙太、村山紘太（双子）
- 室伏広治、室伏由佳*（父親は室伏重信）
- 森田香織*、森田詩織*（双子）
- 山下航平、山下潤、山下桐子*（父親は山下訓史。航平と桐子は跳躍競技、潤は短距離走）
- 山中秀仁、山中柚乃*
- 山本憲二、山本修二
- アキレス・ヤルビネン、マッティ・ヤルビネン
- 吉居大和、吉居大耀、吉居駿恭（大和と大耀は双子）
- ノア・ライルズ、ジョセフス・ライルズ（英語版）（父親はケビン・ライルズ（英語版））
- コーネリアス・リー、パトリック・リー
- カール・ルイス、キャロル・ルイス*

## 公営競技

### 競馬
- 安藤光彰、安藤勝己（騎手、光彰の長男は騎手の安藤洋一）
- 池添謙一、池添学（騎手・調教師、父親は元騎手・調教師の池添兼雄）[28]
- 大江原哲、大江原隆（騎手）[29]
- 菊沢隆徳、菊沢隆仁（騎手）
- 小牧太、小牧毅[30]（騎手、太の長男は騎手の小牧加矢太）[31]
- 木幡初也、木幡巧也、木幡育也[32][33]（騎手、父親は現調教助手・元騎手の木幡初広）[34]
- 国分優作、国分恭介（騎手、双子）
- 酒井忍、酒井学（騎手）
- 鮫島良太、鮫島克駿[32]（騎手、父親は現調教師・元騎手の鮫島克也）[35]
- 鹿戸幸治、鹿戸明（騎手・調教師）
- 柴田政見、柴田政人、柴田利秋（騎手・調教師）
- 柴田大知、柴田未崎（双子）
- 嶋田功、嶋田潤（騎手・調教師）
- 高野毅、高野誠毅（騎手）
- 高柳瑞樹、高柳大輔（調教師）[36]
- 武豊、武幸四郎（騎手・調教師、父親は元騎手・調教師の武邦彦）
- 竹田吉孝、竹田吉秀（騎手、双子）
- 田中純、田中直人（騎手）[37]
- 角田大和、角田大河（騎手、父親は現調教師・元騎手の角田晃一）[38]
- 出川龍一、出川博史、出川克己（調教師）
- ミルコ・デムーロ、パメラ・デムーロ*、クリスチャン・デムーロ（騎手）[39]
- 中尾謙太郎、中尾銑治、中尾正（調教師）
- 中島啓之、中島敏文（騎手）
- 福永甲、福永二三雄、福永洋一、福永尚武（騎手、洋一の長男は騎手・調教師の福永祐一）
- 藤岡佑介、藤岡康太（騎手、父親の藤岡健一は調教師）
- 松元省一、松元茂樹（調教師）
- 松本良平、松本心平（騎手、双子）
- 水野貴広、水野貴史（調教師、双子）
- 宮川浩一、宮川実（騎手）
- 宮下康一、宮下瞳*（騎手）[40]
- 森安弘昭、森安重勝（騎手）
- 山崎裕也、山崎誠士（調教師・騎手、父親は現調教師・元騎手の山崎尋美）[41][42]
- 山本政聡、山本聡哉、山本聡紀（騎手）[43]
- 横山和生、横山武史（騎手、父親の横山典弘も騎手）[33]
- 横山賀一、横山典弘（騎手、父親の横山富雄も騎手）[44]
- 吉田豊、吉田隼人（騎手）[45]
- マイケル・ヒルズ、リチャード・ヒルズ（双子）
- ジョセフ・オブライエン、ドナカ・オブライエン（元騎手・現調教師、父親のエイダン・オブライエンも調教師）
- イラッド・オルティス・ジュニア、ホセ・オルティス（騎手）

### 競艇
本項では主な兄弟および姉妹、兄妹のボートレーサーのみ記述している。
- 池田明美*、池田浩美*（双子）[46]
- 岩口昭三、岩口留男
- 遠藤ゆみ*、遠藤エミ*
- 大峯豊、大峯明菜*
- 小野生奈*、小野真歩*
- 上條嘉嗣、上條暢嵩（父の上條信一もボートレーサー）[46]
- 後藤翔之、後藤隼之、後藤美翼*[46]
- 篠崎元志、篠崎仁志[46]
- 竹井奈美*、竹井貴史
- 土屋千明*、土屋智則
- 中村晃朋、中村桃佳*[46]
- 林通、林貢
- 松尾充、松尾拓（双子）
- 守屋大地、守屋美穂*（美穂はウエイトリフティング選手から転向）[46]
- 安河内将、安河内健（両者ともアマチュア野球選手から転向）
- 和田兼輔、和田拓也

### 競輪
- 芦澤大輔、芦澤辰弘
- 荒川秀之助、荒川玄太
- 石井寛子*、石井貴子（104期）*
- 一丸政貴、一丸安貴
- 稲毛健太、稲毛知也
- 稲村成浩、稲村好将（父は稲村雅士）
- 井上茂徳、井上善雄
- 伊原克彦、伊原弘幸
- 大井栄治、大井健司、大井啓世（父は大井清）
- 太田耕二、太田真一
- 太田美穂*、太田瑛美*
- 大森慶一、大森光明
- 小川達也、小川美咲*
- 加倉高廣、加倉正義
- 金澤幸司、金澤竜二（双子）
- 亀川修一、亀川昌宏
- 北野武史、表大暁
- 北村徹、北村哲郎
- 鬼原秀幸、鬼原積（双子）
- 国持一洋、国持晴彦
- 倉野隆太郎、倉野由紀*
- 近藤良太、近藤龍徳（父は近藤幸徳）
- 齊藤成良、斉藤正剛、齊藤功益、齊藤由貴（父は斎藤義雄）
- 坂上忠克、坂上樹大
- 坂口聖香*、坂口楓華*
- 坂本健太郎、坂本亮馬
- 坂本典男、坂本勉
- 坂本貴史、坂本周輝、坂本紘規（父は坂本勉）
- 佐久間重光、佐久間幸人
- 佐々木和徳、佐々木昭彦、佐々木浩三（父親と母親も競輪選手）
- 佐々木健司、佐々木省司
- 佐々木龍、佐々木和紀、佐々木眞也（父は佐々木龍也）
- 柴崎俊光、柴崎淳
- 島田優里*、島田伸二香*
- 志村太賀、志村龍己
- 新山将史、新山響平
- 菅田順和、菅田彰人
- 菅田和宏、菅田賀子*（父は菅田順和、叔父は菅田彰人）
- 菅田壱道、菅田謙仁（父は菅田彰人、伯父は菅田順和）
- 鈴木謙太郎、鈴木豪
- 鈴木康平、鈴木奈央*
- 高木翔、高木香帆*
- 高橋昭次、高橋健二、高橋美行（父親も競輪選手）
- 高橋耕造、高橋耕作
- 高谷俊英、高谷雅彦
- 工正信、工義房、工義則
- 手島慶介、手島志誠
- 當銘直美*、當銘沙恵美*
- 中川誠一郎、中川諒子*
- 中川茂一、中川弘、中川輝夫
- 成田恭一、成田和也
- 西村公佑、西村欣也
- 布居翼、布居大地、布居光*（父は布居寛幸）
- 服部記義、服部雅春
- 萩原誠、萩原操（父は萩原稔）
- 平原康多、平原啓多（父は平原康広）
- 藤田周磨、藤田まりあ*
- 藤巻昇、藤巻清志（父は藤巻清一）
- 藤原憲征、藤原亜衣里*（父は藤原実）
- 細川忠行、細川貴雄
- 昌山晃夫、昌山勝利
- 松岡孔明、松岡貴久、松岡孝高（父は松岡博司）
- 松川光子*、松川周次郎
- 班目秀雄、班目隆雄
- 松本博明、松本勝明、松本忠男、松本鉄男
- 三谷政史、三谷将太、三谷竜生（父は三谷典正）
- 三宅愛梨*、三宅玲奈*
- 宮越大、宮越孝治
- 宮路淳一、宮路雄資
- 村上義弘、村上博幸
- 村本大輔、村本慎吾
- 室井健一、室井竜二（双子）
- 元砂海人、元砂勇雪、元砂七夕美*
- 宿口潤平、宿口陽一
- 山口国男、山口孝康、山口健治
- 山口幸二、山口富生（父は山口啓）
- 山口聖矢、山口拳矢（父は山口幸二、叔父は山口富生）
- 山口龍也、山口伊吹*
- 山崎芳仁、山崎司
- 山本春雄、山本金哉、山本清治、山本義男、山本利光、山本賢一
- 吉岡稔真、吉岡啓史、吉岡邦彦
- 吉田達雄、吉田実
- 吉田拓矢、吉田昌司、吉田有希（父は吉田哲也）
- 吉村早耶香*、吉村美有紀*
- 脇本雄太、脇本勇希
- 渡邉雄太、渡邉直弥 (叔父は渡邉晴智)
- 渡邉栞奈*、渡邉雅也 (父は渡邉晴智)
- 渡口まりあ*、渡口勝成

## マインドスポーツ

### 将棋
- 大庭美夏*、大庭美樹*
- 福間香奈*、川又咲紀*
- 中倉彰子*、中倉宏美*
- 中村亮介、中村桃子*
- 畠山成幸、畠山鎮（双子かつプロ入り（四段昇段）も同期）
- 村田智弘、村田智穂*
- 森安正幸、森安秀光（正幸は畠山兄弟の師匠でもある）
- 山口仁子梨*、山口稀良莉*
- 和田あき*、和田はな*

### 囲碁
- 上野愛咲美*、上野梨紗*
- 杉内寿子*、本田幸子*、楠光子*
- 小林千寿*、小林健二、小林覚
- 芝野龍之介、芝野虎丸
- 万波佳奈*、万波奈穂*
- 山田至宝、山田和貴雄、山田規三生

### 麻雀
- 二階堂瑠美*、二階堂亜樹*
- 水瀬千尋*、水瀬夏海*

## 別の競技で活動する選手
- ブライアン・アーラッカー、ケイシー・アーラッカー（英語版）…プロアメリカンフットボール選手とプロアリーナフットボール選手。
- 赤井沙希*、赤井英五郎…プロレスラーとプロボクサー（異母姉弟、父親は元プロボクサーの赤井英和）
- 阿久津浩之、阿久津尚二…競輪選手と陸上競技選手。ただし浩之も陸上競技経験者。
- 浅津ゆうこ*、浅津このみ（英語版）*…バレーボール選手とボブスレー選手。
- アノアロ・アティサノエ、小錦八十吉…プロレスラーと大相撲力士。
- マイシャ・ハインズ＝アレン（英語版）*、ジョシュ・ハインズ＝アレン…プロバスケットボール選手とプロアメリカンフットボール選手。
- マーカス・アレン、デイモン・アレン（英語版）…プロアメリカンフットボール選手とプロカナディアンフットボール選手。
- エバン・イングラム、マッケンジー・イングラム*…プロアメリカンフットボール選手とバスケットボール選手。
- 遠藤誠、遠藤良平…オートレース選手とプロ野球選手。
- ニコラ・エスキュデ、ジュリアン・エスキュデ…テニス選手とプロサッカー選手。
- 大澤雄空、大澤あねら*…総合格闘家とプロボクサー。
- 翁田あかり*、大勢…陸上競技選手とプロ野球選手
- 大久保直弥、大久保茂和…ラグビー選手とバレーボール選手。ただし二人とも高校時代はバレーボール選手。
- 大﨑翔太、大﨑琴未*…プロバスケットボール選手とバレーボール選手。
- 大﨑紳矢、大﨑淳矢…バスケットボール選手とプロサッカー選手。
- 巨砲丈士、松本宣子 *…大相撲力士と柔道家（父親は元大相撲力士の劍龍猛虎）。
- オコエ瑠偉、オコエ桃仁花*…プロ野球選手とバスケットボール選手[47]。
- 押切美沙紀*、押切麻李亜*…スピードスケート選手とボブスレー選手兼ラグビー選手。
- 柿澤貴裕、柿澤史歩*…プロ野球選手と柔道家。
- 佳久耀、佳久創（双子）…野球選手とラグビー選手（父親は元プロ野球選手の郭源治）[48]。
- 欠端光則、外ヶ濱浪五郎…プロ野球選手と大相撲力士。
- 加藤慎也、加藤暁彦…プロサッカー選手とプロ野球選手。
- フランキー・キャンベル（英語版）、ドルフ・カミリ…プロボクサーとプロ野球選手。
- ポール・カリヤ、スティーヴ・カリヤ、ノリコ・カリヤ*、マーティン・カリヤ…ポール、スティーヴ、マーティンはアイスホッケー選手、ノリコはプロボクサー。
- 川島勝、川島慶三…競輪選手とプロ野球選手。ただし二人とも高校時代は野球選手。
- 菊沢翔平、菊沢竜佑…バスケットボール選手とプロ野球選手。
- ショーン・ウィリアムズ、ブリア・ギャレット*、マイルズ・ギャレット…バスケットボール選手と重量投げ選手とアメリカンフットボール選手（異母兄弟）。
- 桐生卓也、桐生順平…競輪選手と競艇選手。ただし二人とも高校時代は自転車選手。
- ビリー・ジーン・キング*、ランディ・モフィット（英語版）…テニス選手とプロ野球選手。
- バレリー・クルトゥワ*、ティボ・クルトゥワ…バレーボール選手とプロサッカー選手。
- ゴーディー・グロンコウスキー、ロブ・グロンコウスキー他3男…ゴーディーは野球選手、ロブ他3男はアメリカンフットボール選手。
- 桑田真澄、桑田泉…プロ野球選手とプロゴルファー。ただし二人とも高校時代は野球選手。（真澄の長男はプロ野球選手の桑田真樹で次男はミュージシャンのMatt）
- 倉本寿彦、倉本美穂*…プロ野球選手とソフトボール選手。
- ジェフ・ケンプ、ジミー・ケンプ（英語版）…プロアメリカンフットボール選手とプロカナディアンフットボール選手（父親はプロアメリカンフットボール選手のジャック・ケンプ）。
- ジェームス・J・コーベット、ジョー・コーベット（英語版）…プロボクサーとプロ野球選手。
- 郡浩也、郡菜々佳*…バレーボール選手と陸上競技選手。
- 國米櫻*、國米創…空手選手（米国籍）とセーリング選手。
- 小林豪己、小林愛理奈*…プロボクサーとキックボクサー。
- 小松原鉄平、小松原美里*…野球選手とフィギュアスケート選手。
- ジェシカ・コルダ（英語版）*、ネリー・コルダ*[49]、セバスチャン・コルダ…ジェシカとネリーはプロゴルファー、セバスチャンはプロテニス選手。（父親は元プロテニス選手のペトル・コルダ）
- メリッサ・ゴンザレス（英語版）*、クリスチャン・ゴンザレス…ハードル選手とプロアメリカンフットボール選手。
- 志々目裕樹、志々目徹、志々目愛*…裕樹は元競艇選手、徹と愛は柔道選手。ただし裕樹も元柔道選手。
- 柴小屋雄一、柴小屋康行…プロサッカー選手とバレーボール選手。
- 島野修、島野直幸…プロ野球選手とバスケットボール選手。
- ジョン・シモンズ、コニー・シモンズ…プロ野球選手兼プロバスケットボール選手とバスケットボール選手。
- アーサー・ジョーンズ（英語版）、ジョン・ジョーンズ、チャンドラー・ジョーンズ、…アーサー、チャンドラーはプロアメリカンフットボール選手、ジョンは総合格闘家。
- ラヒム・アレム、チャド・ジョーンズ…プロアメリカンフットボール選手とプロ野球選手。ただしジョーンズは元プロアメリカンフットボール選手。
- ナターシャ・ジョナス*、ニキータ・パリス（英語版）*…プロボクサーとプロサッカー選手。
- アレックス・ジョンソン、ロン・ジョンソン（英語版）…プロ野球選手とプロアメリカンフットボール選手[50]。
- 鈴木康正、鈴木絵美子*…プロゴルファーとシンクロナイズドスイミング選手。
- キャナン・スミス＝インジグバ、ジャクソン・スミス＝インジグバ…キャナンはプロ野球選手、ジャクソンはプロアメリカンフットボール選手。
- 銭村健次、銭村健三、銭村健四…健次はサッカー選手、健三と健四はプロ野球選手。
- フィル・タカハシ、レイ・タカハシ（英語版）、ティナ・タカハシ（英語版）*…フィルとティナは柔道家、レイはレスリング選手。ただし、レイも柔道経験者。（父親は柔道家のマサオ・タカハシ（英語版））
- 高橋美華*、高橋香奈子*…プロレスラーとフィギュアスケート選手。
- 田中秀太、田中美弥子*…プロ野球選手とプロゴルファー。
- 田中真一、田中真美子*…ラグビー選手とバスケットボール選手。
- 谷口浩嗣、谷口博之…プロボクサーとプロサッカー選手。
- ダルビッシュ有、Dark翔…プロ野球選手と総合格闘家。
- 千葉開、千葉華…プロボクサーとプロゴルファー。
- 筒香裕史、筒香嘉智…少年スポーツ指導者とプロ野球選手。ただし、裕史も野球経験者。
- 照瀬川邦昭、正代賢司、正代正博…照瀬川は大相撲力士、賢司と正博は剣道選手。
- マーカス・トゥイアソソーポ（英語版）、ザック・トゥイアソソーポ、マット・トゥイアソソーポ…マーカスとザックはプロアメリカンフットボール選手、マットはプロ野球選手。（父親は元プロアメリカンフットボール選手のマヌ・トゥイアソソーポ（英語版））
- 富永益生、武雄山喬義…競輪選手と大相撲力士。
- 鳥谷敬、鳥谷司、鳥谷剣…敬と司は野球選手、剣はボディビルダー。ただし剣も野球経験者。
- ドルゴルスレン・スミヤバザル、ブルー・ウルフ、朝青龍明徳…総合格闘家とプロレスラーと大相撲力士。
- マイケル・トンプソン（英語版）、クレイ・トンプソン、トレイス・トンプソン…マイケルとクレイはプロバスケットボール選手、トレイスはプロ野球選手。（父親は元プロバスケットボール選手のマイカル・トンプソン）
- 直井敏光、山中輝世子*…プロレスラーとボディビルダー。
- 仲口博崇、仲口武志…競艇選手とオートレース選手。
- 長嶋一茂、長島正興…プロ野球選手とレーサー（父親は元プロ野球選手の長嶋茂雄）。
- 長島☆自演乙☆雄一郎、長島謙吾…キックボクサーとプロボクサー。
- 中村隼人、中村北斗…プロ野球選手とプロサッカー選手。
- 中山律子*、中山徹…プロボウラーとプロゴルファー[51]。
- 流大輔、流大…プロ野球選手とラグビー選手。
- 名城信男、名城裕司…プロボクサーとキックボクサー。
- 納谷幸男、納谷幸林、王鵬幸之介、夢道鵬幸成…幸男はプロレスラー、納谷（幸林）、王鵬、夢道鵬は大相撲力士。ただし幸男もアマチュア相撲経験者（父親は元大相撲力士・プロレスラーの貴闘力忠茂、母方の祖父は元大相撲力士の大鵬幸喜、曽祖父はマルキャン・ボリシコ）。
- 西山静佳*、西山朋佳*…囲碁棋士と将棋の女流棋士。
- 丹羽圭介、丹羽大輝…格闘家とプロサッカー選手。
- ヌンイラ華蓮*、ヌンイラ玲美*…柔道家とバスケットボール選手。
- 橋本紀郎、橋本英郎…アメリカンフットボール選手とプロサッカー選手。
- 浜野谷憲尚、濱野谷憲吾…競馬騎手と競艇選手[52][53]。
- シャキール・ハリソン（英語版）、マンテイ・ハリソン…プロバスケットボール選手とプロ野球選手。
- 平瀬城久、平瀬城啓…競馬騎手と競艇選手。
- チェイス・ビーラー（英語版）、ダラス・ビーラー…プロアメリカンフットボール選手とプロ野球選手。
- 平田智也、平田直也…囲碁棋士とメモリーアスリート。
- 晝田瑞希*、晝田宗一郎…プロボクサーと競輪選手。
- ブランドン・フィリップス、ポルシャ・フィリップス（英語版）*…プロ野球選手とプロバスケットボール選手。
- ジャスティン・フィールズ、ジェイデン・フィールズ*…プロアメリカンフットボール選手とソフトボール選手。
- 藤田和典、藤田典子*、藤田翔子*、藤田大和、藤田健児…和典と健児はプロボクサー、典子は空手家、翔子と大和は総合格闘家。ただし大和もアマチュアボクシング経験者。
- ジョー・フラッコ、マイク・フラッコ、ジョン・フラッコ、トム・フラッコ（英語版）…ジョーとマイクとジョンはアメリカンフットボール選手、トムはカナディアンフットボール選手（マイクは元野球選手）。
- ボブ・ブラッドリー、スコット・ブラッドリー（英語版）…プロサッカー選手とプロ野球選手。（ボブの息子はプロサッカー選手のマイケル・ブラッドリー）
- タイソン・フリゼル（英語版）、シャノン・フリゼル…ラグビーリーグ選手とラグビーユニオン選手。
- ウィル・ベナブル、ウィンストン・ベナブル（英語版）…プロ野球選手とアメリカンフットボール選手（父親は元プロ野球選手のマックス・ベナブル）。
- イオアニス・ペルサキス、ペトロス・ペルサキス…陸上選手と体操選手。
- マヌエラ・ヘンケル*、アンドレア・ヘンケル*…クロスカントリースキー選手とバイアスロン選手
- ヤン・ボス、テオ・ボス…スピードスケート選手と自転車選手。なお、ヤンは自転車で2004年のアテネ五輪に出場したことがある。
- タヒル・ホワイトヘッド（英語版）、ダリク・ホワイトヘッド…プロアメリカンフットボール選手とバスケットボール選手。
- ロバート・ボンズ、ロジー・ボンズ（英語版）*、ボビー・ボンズ…プロアメリカンフットボール選手と陸上選手とプロ野球選手。（ボビーの息子は野球選手のバリー・ボンズ、ボビー・ボンズ・ジュニア）
- 本間幸司、本間江梨*…プロサッカー選手とバレーボール選手。
- 巻誠一郎、巻加理奈*、巻佑樹…誠一郎と佑樹はプロサッカー選手、加理奈はハンドボール選手。
- マーク・マグワイア、ダン・マグワイア（英語版）…プロ野球選手とプロアメリカンフットボール選手[54]。
- ブルック・マッキントッシュ（英語版）*、サマー・マッキントッシュ*…フィギュアスケート選手と競泳選手（母親は競泳選手のジル・ホーステッド）。
- ニック・マンゴールド（英語版）、ホリー・マンゴールド*…アメリカンフットボール選手と重量挙げ選手。
- 三神八四郎、三神吾朗…テニス選手とプロ野球選手。
- 宮崎泰右、宮崎早織*、宮崎安奈*…泰右はプロサッカー選手、早織はバスケットボール選手、安奈は競艇選手。ただし安奈も元バスケットボール選手。
- ダレル・ミラー（英語版）、シェリル・ミラー*、レジー・ミラー…ダレルはプロ野球選手、シェリルとレジーはバスケットボール選手。
- ルーク・メイ、コール・メイ、ボー・メイ、ドレイク・メイ…ルークとボーはバスケットボール選手、コールは野球選手、ドレイクはアメリカンフットボール選手（父親のマークはアメリカンフットボール選手）。
- 村上隆行、村上浩子*…プロ野球選手とバレーボール選手。
- 山川雄大、山川和大…競艇選手とプロ野球選手。長兄は歌手の山川陽彩だが、3人とも野球経験者。
- 山崎隆広、山崎哲也…プロ野球選手とプロサッカー選手。
- 山城吉超、山城美貴*…バスケットボール選手と陸上選手。
- 陽耀勲、陽耀華、陽岱鋼、陽詩慧*…耀勲、耀華、岱鋼はプロ野球選手、詩慧はバスケットボール選手。
- 陸川章、陸川隆…バスケットボール選手とバレーボール選手。
- RYO、崔領二…総合格闘家とプロレスラー。
- ルイス・レオン・サンチェス、ペドロ・レオン…自転車選手とプロサッカー選手。
- マシュー・ロビンソン、ジャッキー・ロビンソン…陸上選手とプロ野球選手。
- ミチェル・ロペス（英語版）、ミハイン・ロペス…ボクサーとレスリング選手。
- ヨエル・ロメロ、ヨアン・パブロ・エルナンデス…総合格闘家とプロボクサー。
- 渡邉飛勇、渡邉晃瑠…プロバスケットボール選手とバレーボール選手。
- ンドカ・ボニフェイス、ンドカ・チャールス、ンドカ・ジェニファ…ボニフェイスとチャールスはプロサッカー選手、ジェニファはラグビーユニオン選手。